# 2019年8月11日香港遊行
2019年8月11日香港深水埗及港島東反對逃犯條例修訂草案遊行，又稱深水埗遊行和8.11港島東大遊行，是在2019年8月11日香港深水埗區和東區由民間自發舉行的反對修訂逃犯條例遊行。由於8.11港島東大遊行不獲不反對通知書，所以改為8.11港島東集會。遊行目的是要求香港特區政府回應五大訴求，即撤控示威者、取消暴動宣稱、追究開槍責任、按議事規則撤回修例，以及實行雙普選。
示威其後演變為多區快閃圍堵行動，包括在銅鑼灣、灣仔、尖沙咀、深水埗、長沙灣、荔枝角、美孚及葵芳進行佔據。而警方亦改變佈防策略，主動出擊並使用大殺傷力武力趕盡殺絕，包括武力驅散、拘捕甚至意圖謀害示威者，並被市民和多個團體強烈譴責警方行動不合法亦不恰當。包括在港鐵站內施放催淚彈、有多名警察假扮成示威者施暴，襲擊市民、警察及刑事毀壞，煽動衝突後進行釣魚式拘捕。事後引發市民在太古、西灣河、黃埔和沙田一帶進行抗議罵警。其中沙田有大批防暴警察在場驅趕聚集的市民，有10人被拘捕。
另一方面，在北角有福建籍人士現身支持警察和攻擊疑似穿黑衣的人士，而荃灣則有白衣人「監視」途人。期間有多輛警車及警員巡邏，但無人被拘捕。
事後中共官方媒體中國中央電視台下屬的央視新聞在官方微信公號和官方微博上發文称，右眼被布袋彈所傷的女子是「被同伴擊中眼睛」，更上載相片聲稱該受傷女子「曾負責派錢給示威者」，但有網民反駁相中人並非受傷女事主，部分媒体指责其为“假消息”。相關消息當天被中國內地各大媒體、網站、論壇轉載，並登上了微博熱搜榜。

## 經過

### 銅鑼灣集會
銅鑼灣集會原定2019年8月11日下午1時在維多利亞公園舉行。初時參與人數坐滿了一個足球場，其後集會延遲到2時開始，並舉行默哀和分享會。到臨近4時參會人士坐滿3個足球場。到4時25分，示威者走出銅鑼灣崇光百貨對出的軒尼詩道，往灣仔修頓球場方向步行，並且在波斯富街與軒尼詩道交界設置路障。亦有市民在灣仔警察總部門外聚集和休息。警方在5時9分表示在場者示威者正參與「未經批准的集結」，呼籲立即停止佔據馬路，盡快離開。

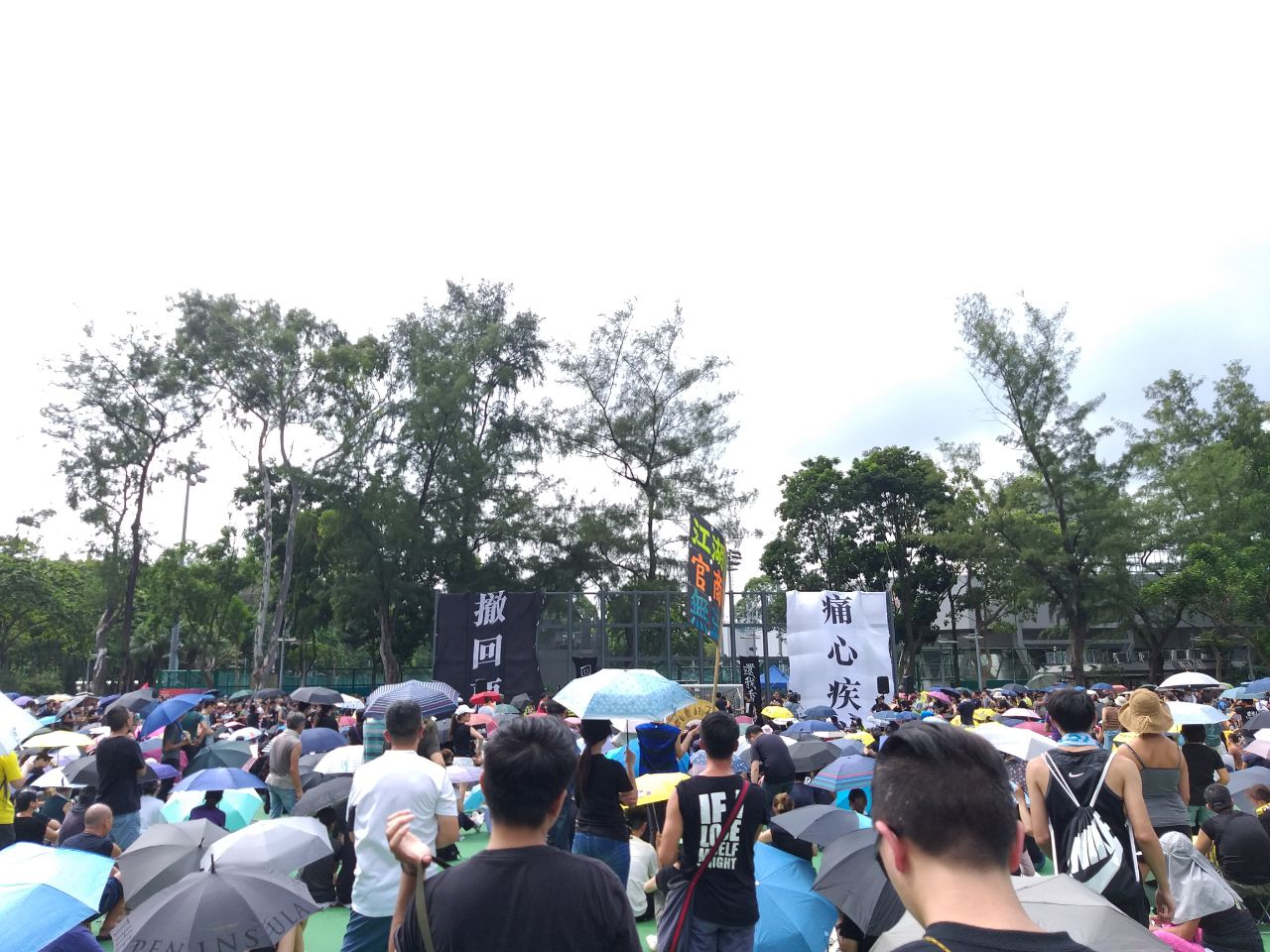
於維園舉行的集會

到下午近5時30分，數名示威者以快閃方式到金紫荊廣場，在金紫荊銅雕的底座用噴漆噴上「五大訴求缺一不可」等字句，貼上海報及便條後跑離現場。

#### 警方施放多次催淚彈清場
到晚上6時47分，大批防暴警察於灣仔警總外軒尼詩道和駱克道位置施放多次催淚彈，驅散示威者，部分途人走入酒吧躲避。到晚上7時47分，警方防線推前至灣仔修頓球場後，雖然只剩下少量示威者，但警方再次發射數以十計催淚彈，大量催淚煙湧入灣仔站大堂。多名市民表示不適，不斷咳嗽和爭相走避，其中3人更需要急救員即時滴生理鹽水。

#### 便衣警察喬裝示威者拘捕示威者
晚上9時33分，示威者在銅鑼灣廣場一期外設置路障，期間有垃圾筒被焚毀。到晚上10時04分，多名警員突然衝出波斯富街制服和拘捕多名示威者，部分人因為警方的突然衝擊而受傷。當中包括10多名喬裝成示威者的便衣警員。他們穿上和示威者相同的黑衣黑褲、部分便衣警員亦頭戴和示威者類似的工程頭盔、工程用眼罩和防塵面罩，手持警棍，沒有戴上委任證，其後登車離開。有路過的市民直斥警方無恥，有記者追問喬裝示威者的警員後，警方問應「可向警察公共關係科查詢」，又說「我的委任證不需要給全世界人看」和「用一下你的專業知識」回應。

### 深水埗遊行

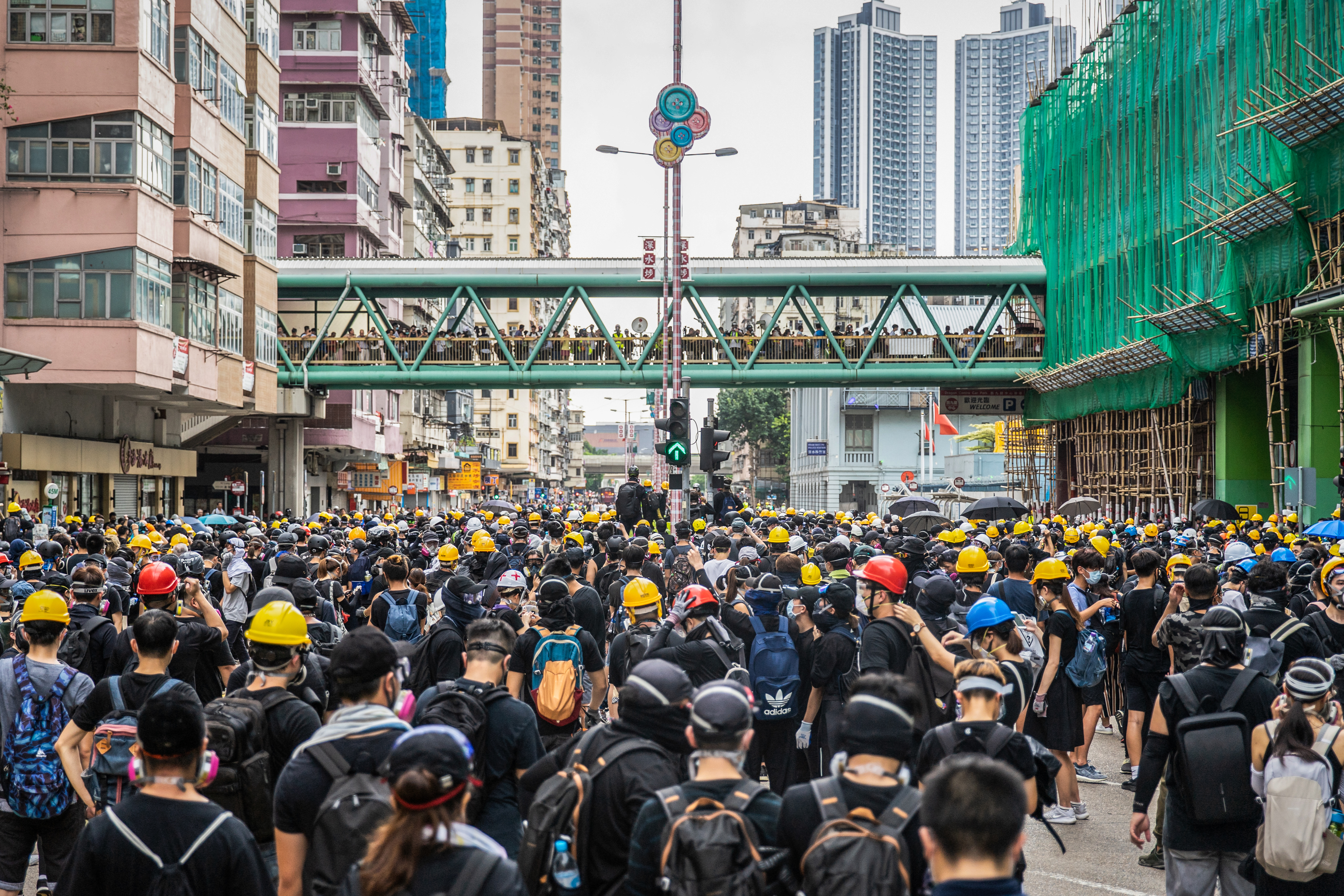
大部分示威者逗留在深水埗欽州街，西九龍中心外的位置

原定深水埗舉行遊行及集會，主辦單位不獲警方發出不反對通知書。下午3時，大批市民在遊行起點楓樹街遊樂場出發，站出長沙灣道遊行，往麗閣邨方向前進。參與的市民表明不滿警方執法方式，同時觀察遊行的情況。其後有隊尾的示威者在深水埗欽州街拆除鐵欄，並在西九龍中心和深水埗警署外架設路障。半小時後，警方在深水埗警署天台向欽州街施放催淚彈驅散。而大批防暴警察分別由欽州街和荔枝角方向道推進，並不斷在欽州街施放催淚彈。有警員更向行人天橋圍觀的人群發射催淚彈，有記者受傷。其後防暴警察衝上前制服多人，並將他們按在地上。部分市民感到擔心走入西九龍中心暫避，防暴警察想商場但被保安阻止。長沙灣道亦有防暴警察與示威者對峙。
在荔枝角，有示威者於長沙灣警署外與警員對峙，示威者向警署投擲雜物後，警署內的警員隨即向長順街發射數枚催淚彈驅散。到傍晚6時，防暴警察到大南西街進行清場期間，有人投擲燃燒彈。大部分示威者其後乘港鐵離去。

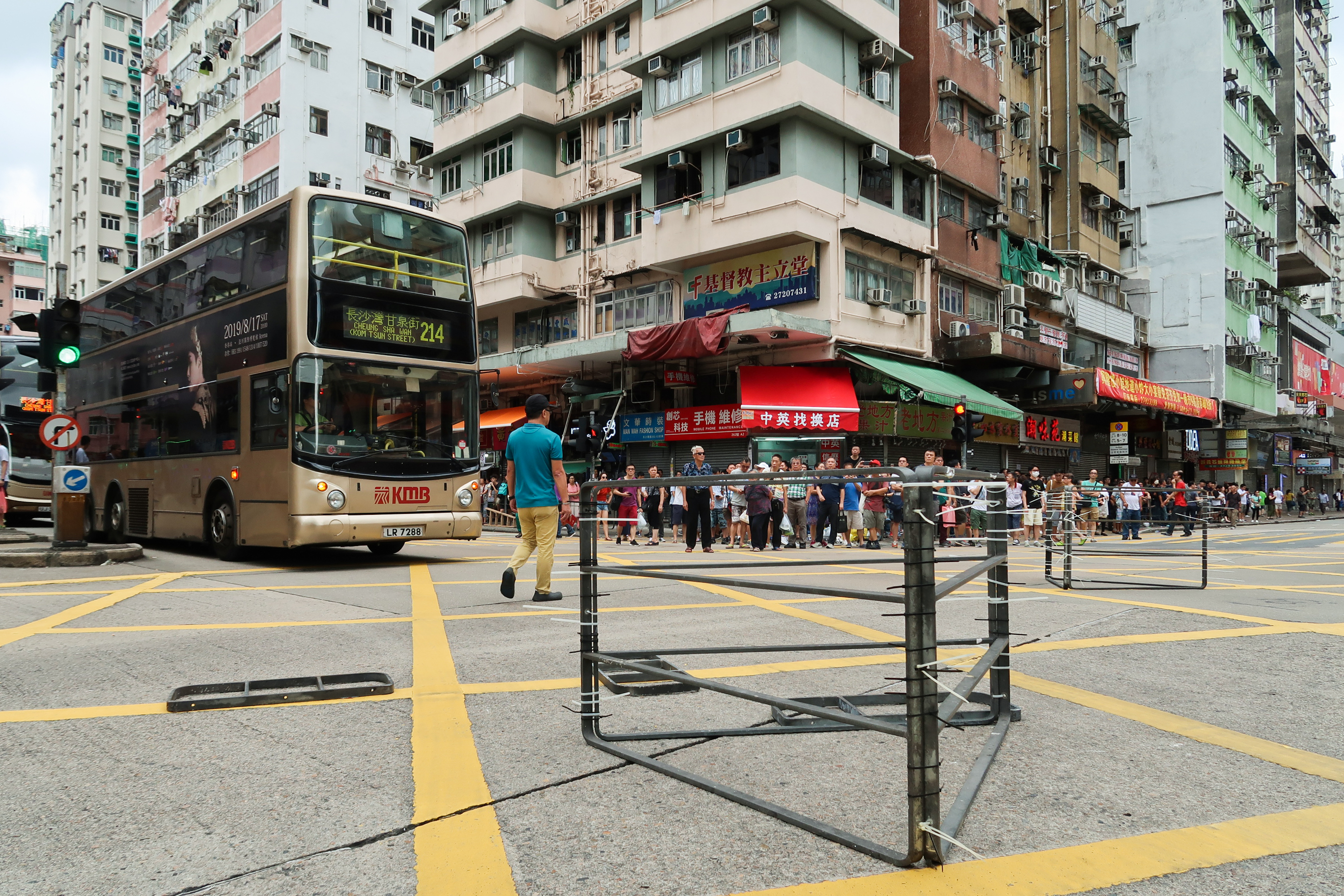
深水埗欽州街路障
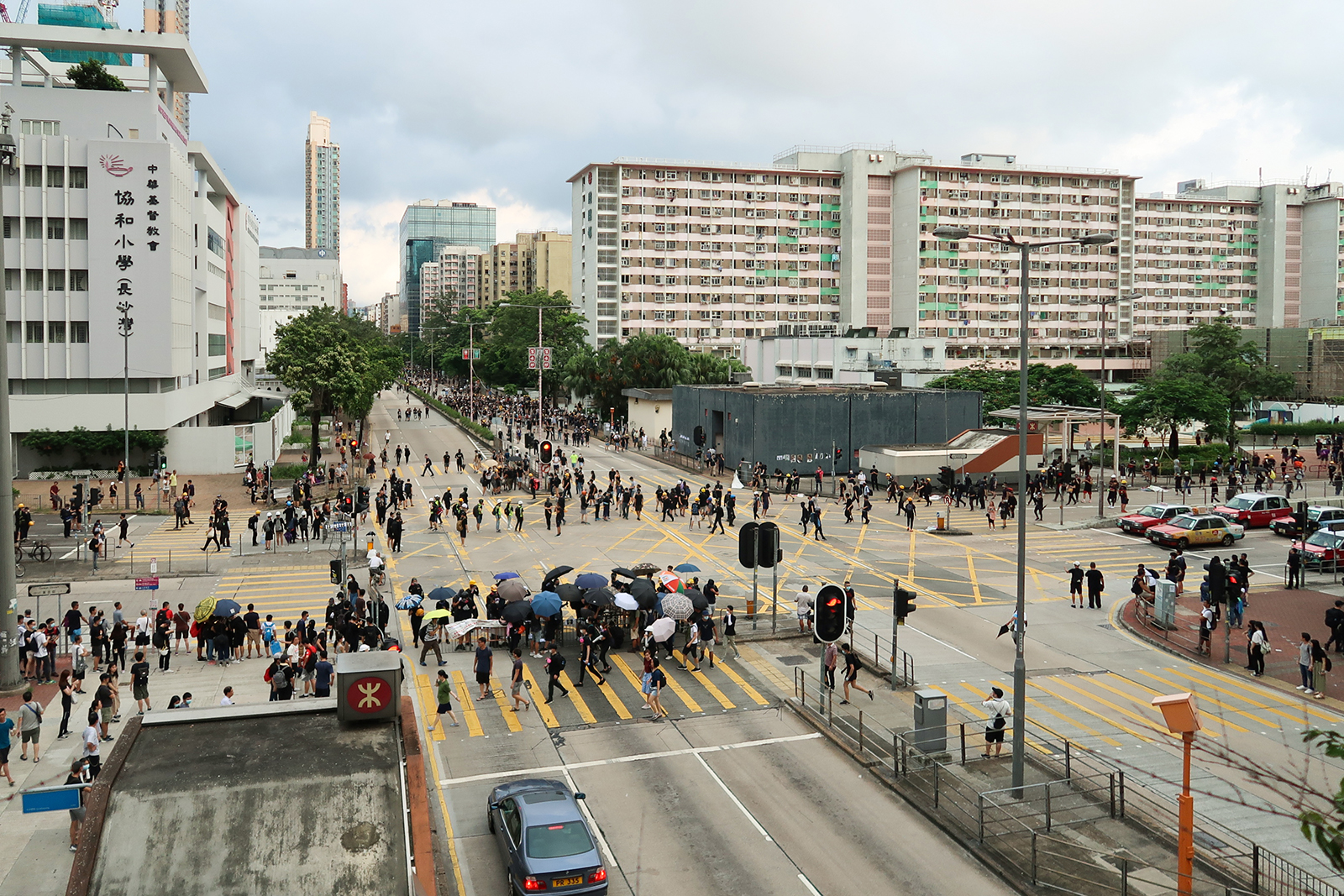
少量示威者在長沙灣道近麗閣邨架設路障
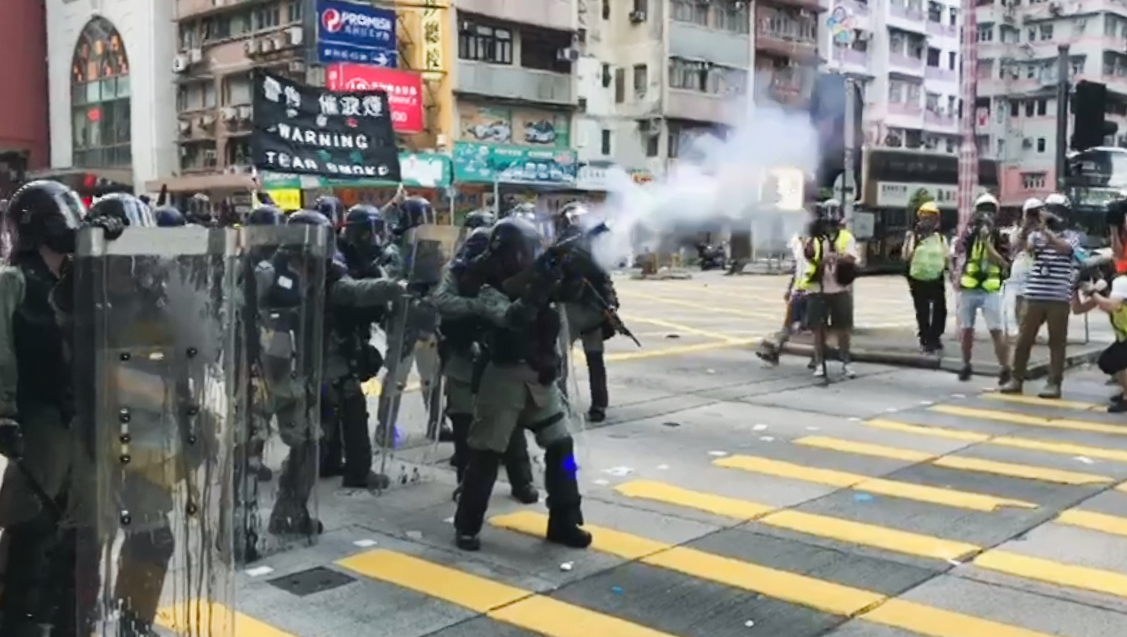
防暴警員在深水埗欽州街施放催淚彈驅散
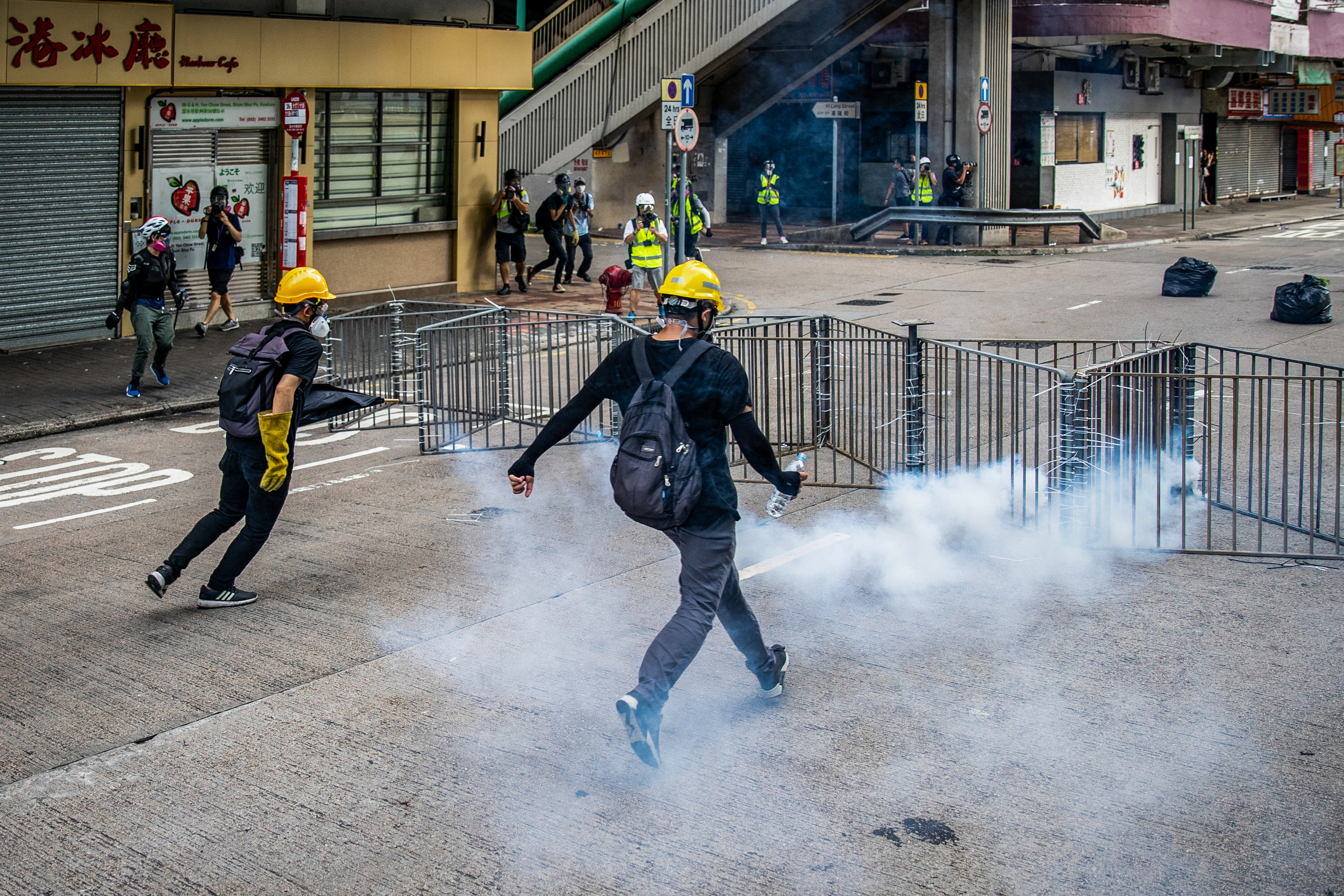
示威者用腳踢走催淚彈

### 多區快閃圍堵行動
其後，多區都有快閃圍堵行動。在下午4時45分，約150名示威者從尖沙咀站前往紅磡海底隧道進行快閃行動，車輛可毋須繳費使用隧道，15分鐘後示威者散去。而晚上10時許，九龍美孚荔枝角道和九龍塘窩打老道往沙田方向亦有示威者進行快閃堵路。

### 尖沙咀

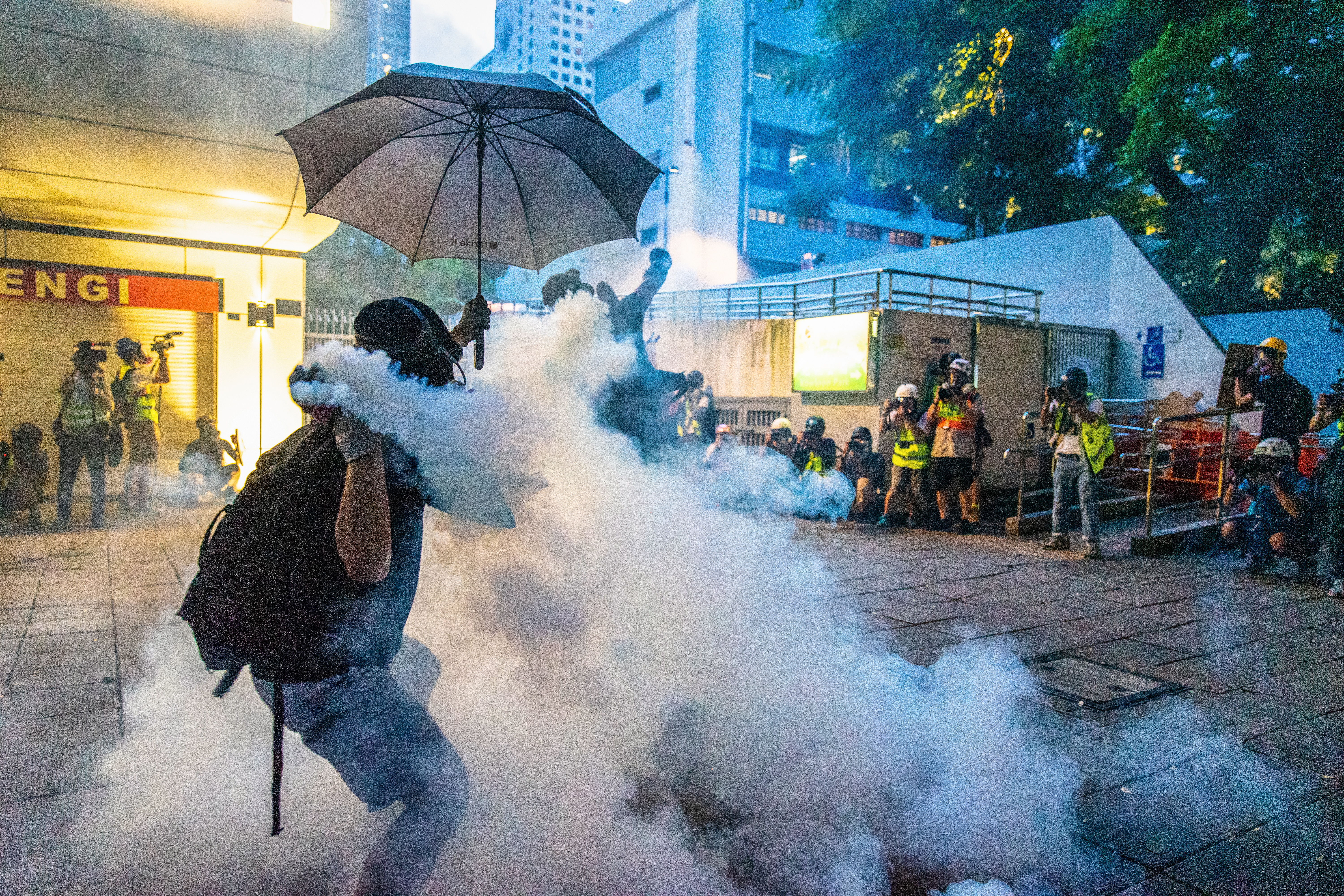
示威者將警方發出的催淚彈擲向警署

晚上6時30分，大批示威者在栢麗購物大道包圍尖沙咀警署。示威者彌敦道架設路障，並多次向警署投擲雜物及汽油彈。而警署內的警員隨即彌敦道不同方向舉起黑旗「警告 催淚煙」和橙旗「速離否則開槍」。到晚上7時24分，一名擔任義務急救員女子在柏麗購物大道巴士站廣告牌旁倒地，眼部嚴重受傷，報導指她遭警員發射的布袋彈所傷。數分鐘後，大批防暴警員在柯士甸道及彌敦道交界築起防線，並沿彌敦道衝前施放催淚彈，並制服多名示威者。警方在晚上9時22分完成清場行動。

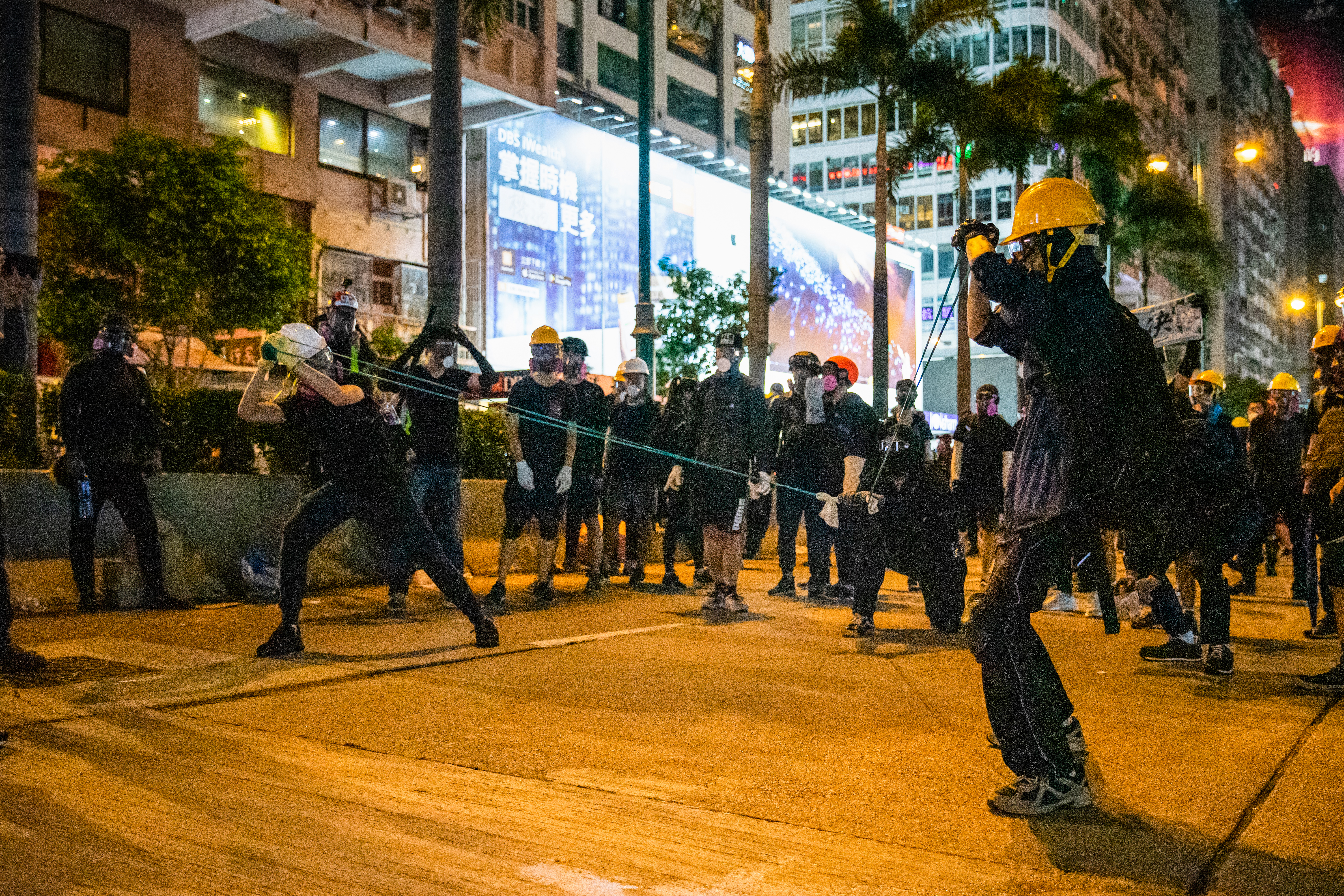
示威者在尖沙咀彌敦道準備投擲
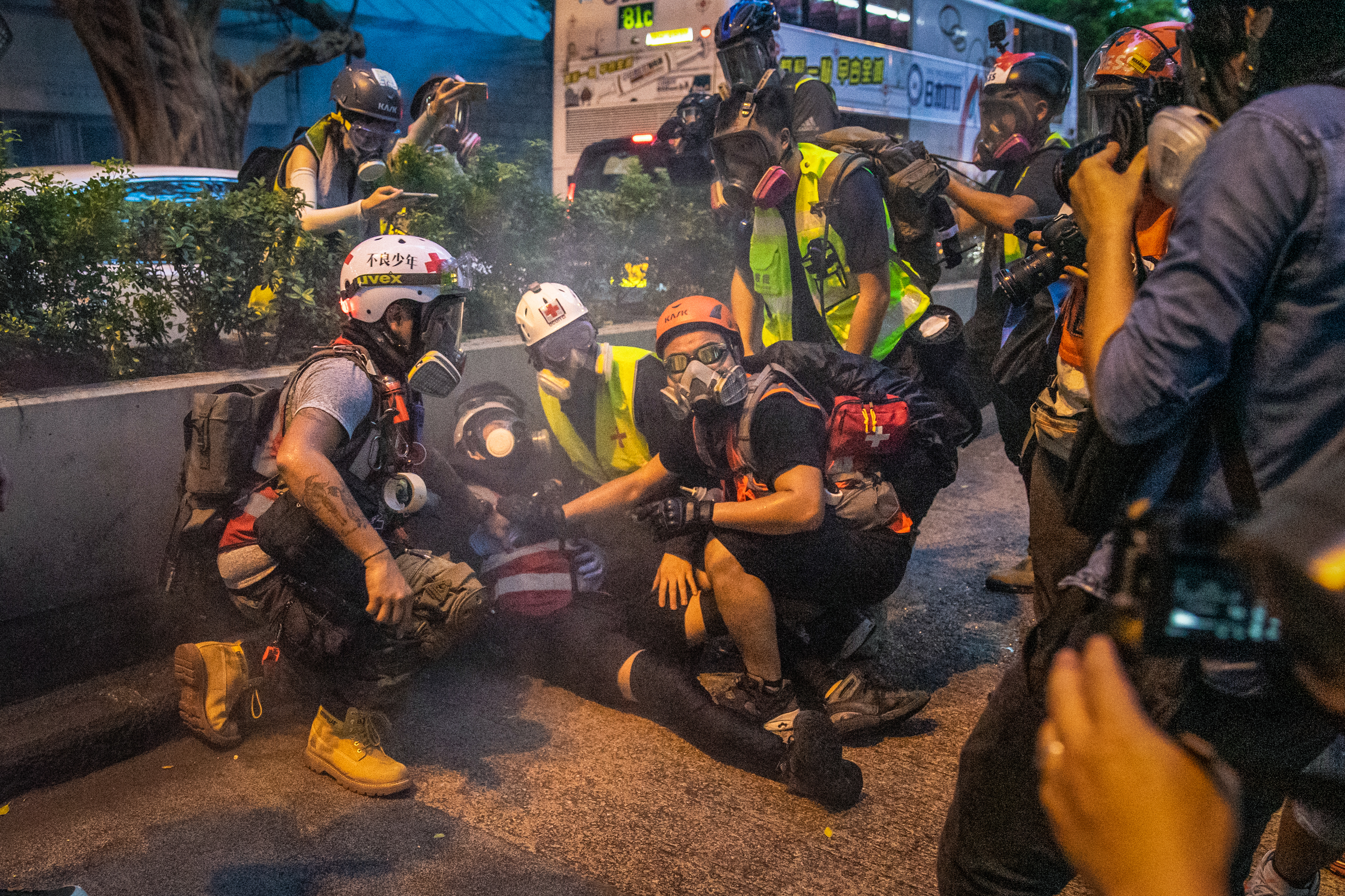
有身穿保護衣的人員受傷
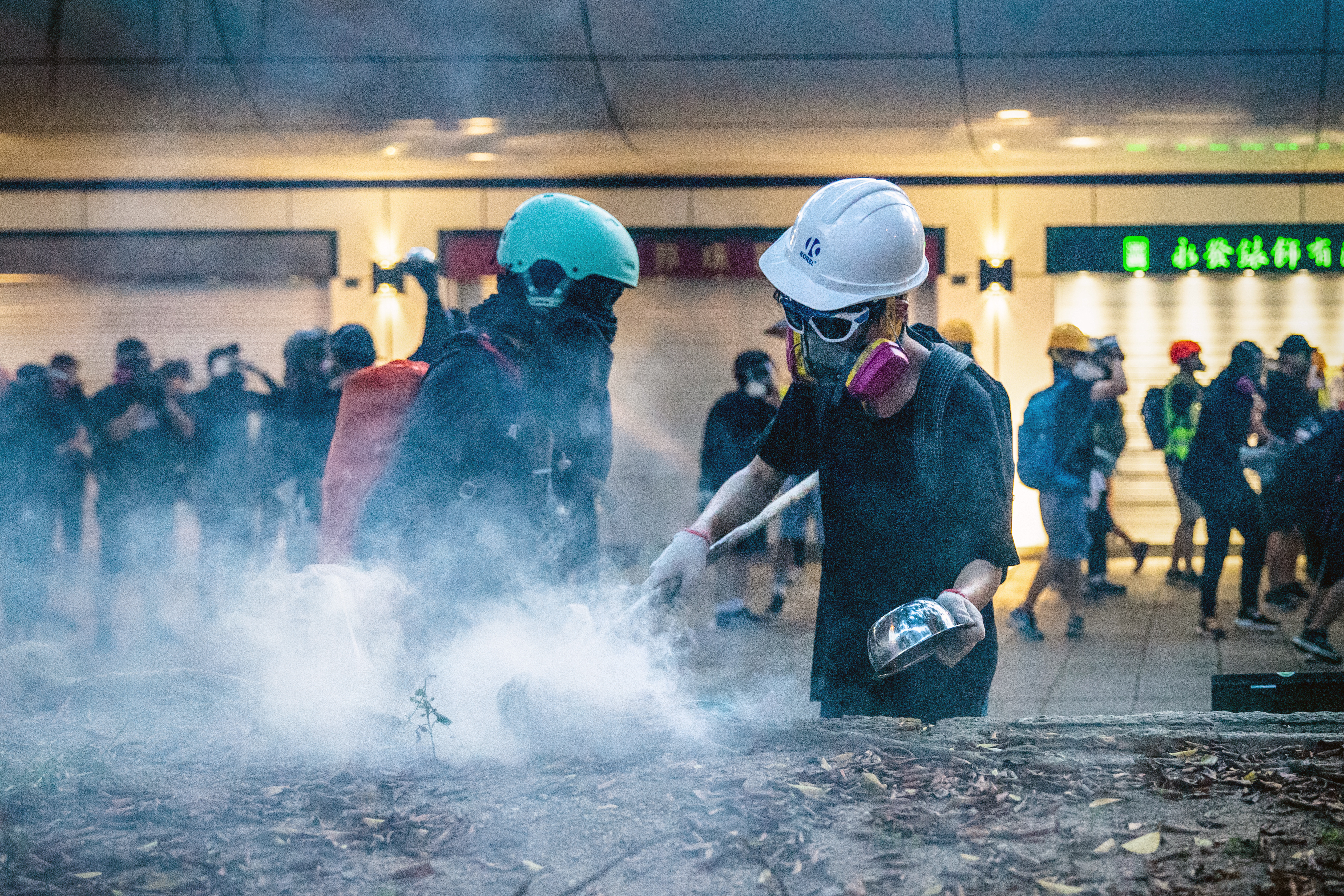
示威者用水潑滅催淚煙
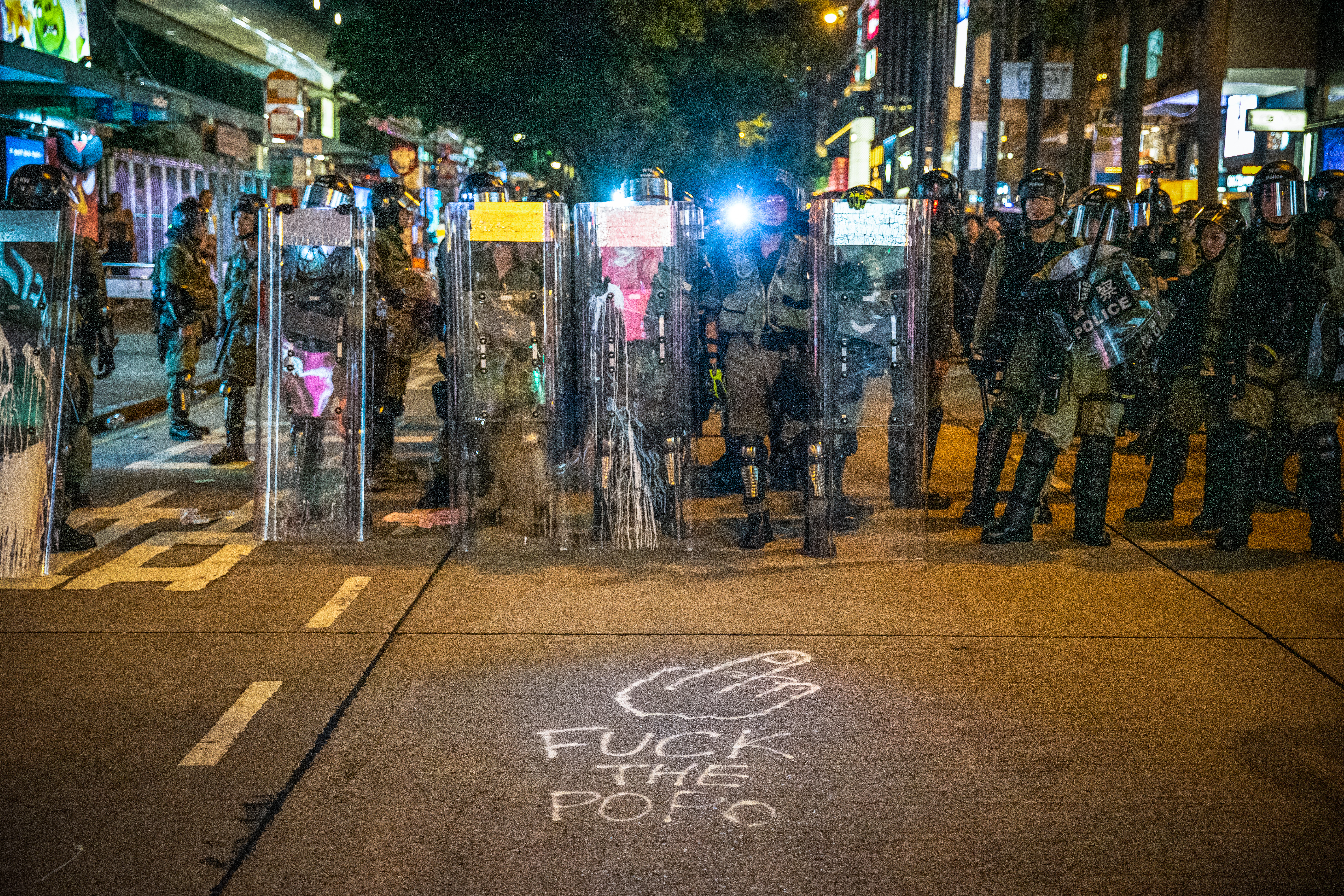
防暴警在彌敦道近栢麗購物大道

### 葵芳
在晚上9時許港鐵葵芳站出口外，已經有一隊防暴警察戒備。當示威者在站內大堂使用滅火器噴向警方後，防暴警察察舉黑旗警告，之後在站内施放催淚彈及橡膠子彈，現場煙霧瀰漫。而另一批防暴警在葵芳站天橋上與示威者對峙。在葵涌警署外有居民對警方行動感到不滿，防暴警葵富路發射多枚催淚彈和使用用閃燈照射現場人士，引起不少市民衝前大罵警察，要求指揮官解釋為何要在民居地方發射多枚催淚彈。10分鐘後，警察登上警車，估計返回警署內。而示威者在地鐵站附近的馬路利用小巴路牌等作為路障。

### 九龍塘
晚上10時許，由九龍灣等地出發的示威者在九龍塘窩打老道向沙田方向的路段進行快閃行動，在5至10分鐘之內利用雜物設置路障後便隨即離開。結果車輛需左轉進入沙福道離開。

### 鰂魚涌
晚上10時許，一批示威者在鰂魚涌站太古坊的出口大堂的閘機設置防線，在後方舉起雨傘，堆起鐵欄，並用消防喉射水，與車站外手持盾牌的防暴人員對峙。而警車及大批防暴警員在英皇道及模範里戒備。約晚上10時35分，示威者撤退至太古站。

### 太古及西灣河
晚上10時35分，示威者撤退至太古站後，大批警員及速龍小隊在C出口進行拘捕，並追捕之扶手電梯位置，向離開往下的示威者以胡椒球槍掃射，並以警棍揮動驅趕，導致大批示威者受傷，多人被制服於地上。而香港電台更指有警員在站內將示威者推落扶手電梯，有防暴警察於出口阻止記者上前拍攝。
而警方亦在港島東區截查路人，有市民行經筲箕灣報案中心時高呼「黑社會」，當他們到達太西樓附近，有警員施放胡核噴霧進行驅趕，同一時間亦有大批防暴警員到場，至少一名市民被制服於地上。市民之後高呼「黑社會」、「走啦！」，並用粗口大罵警員，圍堵及拍打警車。警方的防線後退至聖十字徑位置。其後立法會議員許智峯到場調停下，警員登上警車離開。

### 沙田
晚上11時，近200人在沙田警署外聚集，有人用雷射筆照向警署，並架設路陣。警方舉起「警告催淚煙」的黑旗後，向民居的方向施放催淚彈，引起居民不滿，繼續以鐳射筆射向警署。其後警員在凌晨1時許突然衝出警署，11男5女涉嫌非法集結被捕。

## 市民及記者遇襲

### 北角

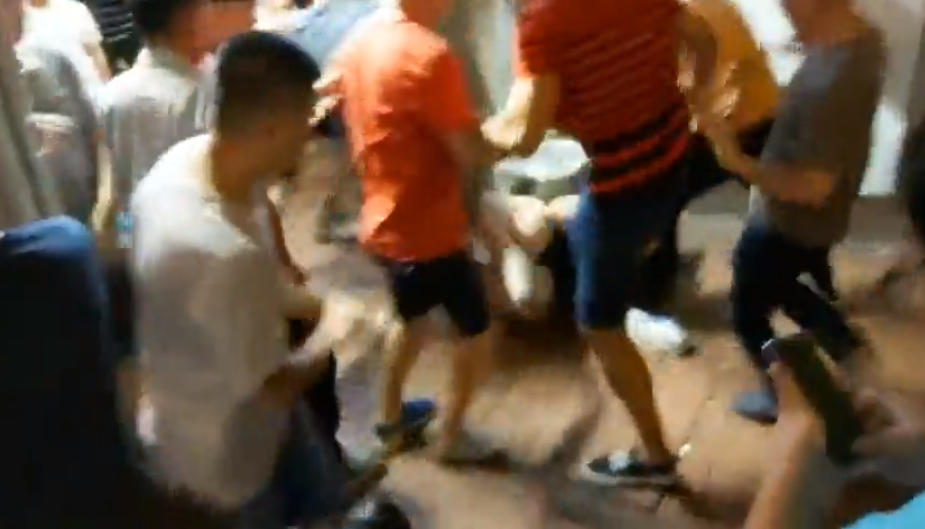
晚上7點半左右，一名黑衣青年行經北角富臨皇宮外時，突然被五名男子圍毆

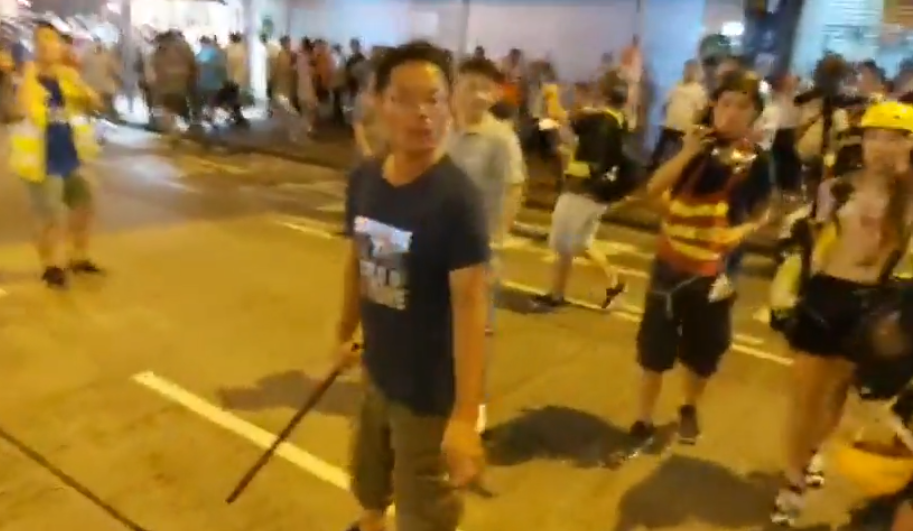
《立場新聞》記者拍攝男子施襲過程期間，突然被另外兩名男子指嚇，其後更搶走記者手上腳架作棍棒威嚇記者，更用其攻擊身旁一名港台記者。警方後來指此事無人被捕

下午約3時，一名香港電台新聞攝影師助理在富臨皇宮外採訪期間，被人從後襲擊面部。傍晚約6時，明園西街附近，一名藍衣男子懷疑襲擊記者，被警方帶走。而同台的英文新聞組記者被一名男子揮棍襲擊，引致左手受傷。但到2020年4月，警方來信稱已完成調查，無人被捕。
下午近4時，在北角英皇道近錦屏街富臨皇宮，有數名紅衣男子追打一名灰衣男子，由酒樓追出英皇道，警方出動並帶走一名紅衣男子及被追打的灰衣男子。期間酒樓內有多名中年男子聚集，大部分身穿紅衣或手持紅衣。
晚上約7時45分，北角英皇道富臨皇宮外，一名黑衣戴口罩男子行經上址時，被十多名穿著不同顏色上衣的中年漢包圍。並向他拳打腳踢。記者嘗試以燈腳抵擋，反被施暴者奪去充作武器，過程中香港電台及《立場新聞》記者同遇襲受傷。《明報》亦指其記者被人揮拳打臉。而遇襲的黑衣青年事後聲稱打算想去商務書局買書，在路過英皇道富臨皇宮外時被人襲擊。

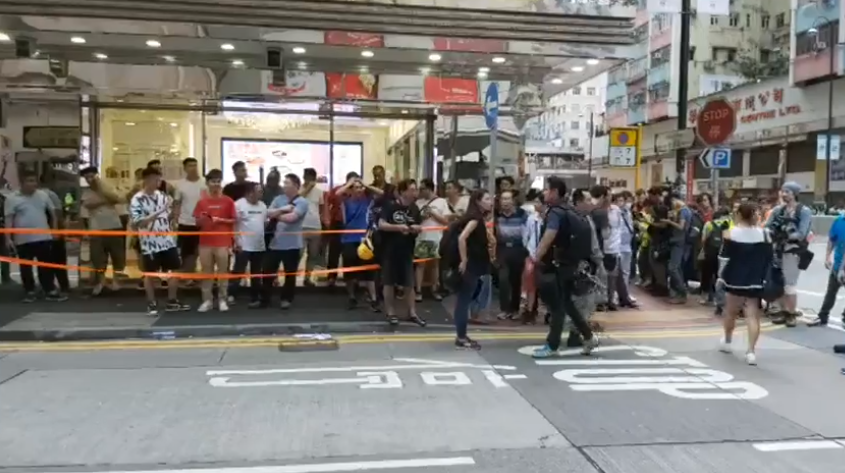
大批人士在北角富臨皇宮酒家外聚集，但警員未有理會
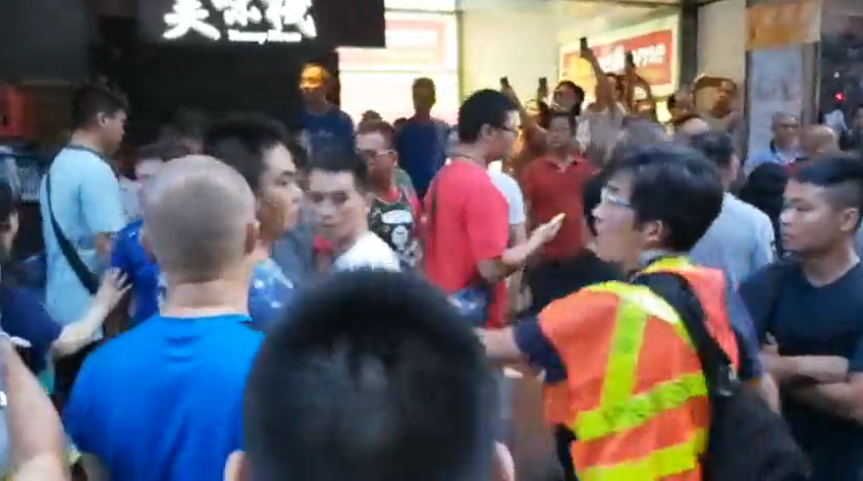
有記者用相機拍攝時，突然被多名藍衣人士襲擊
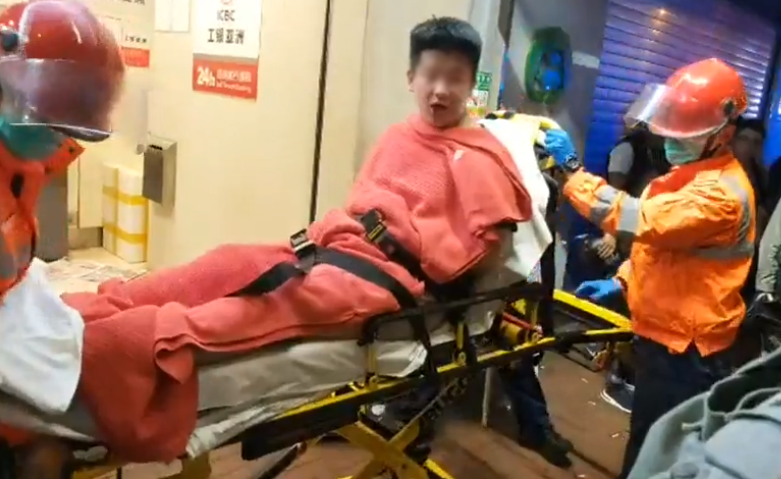
一名黑衣青年行經北角富臨皇宮外時被五名男子圍毆，之後送往救護車
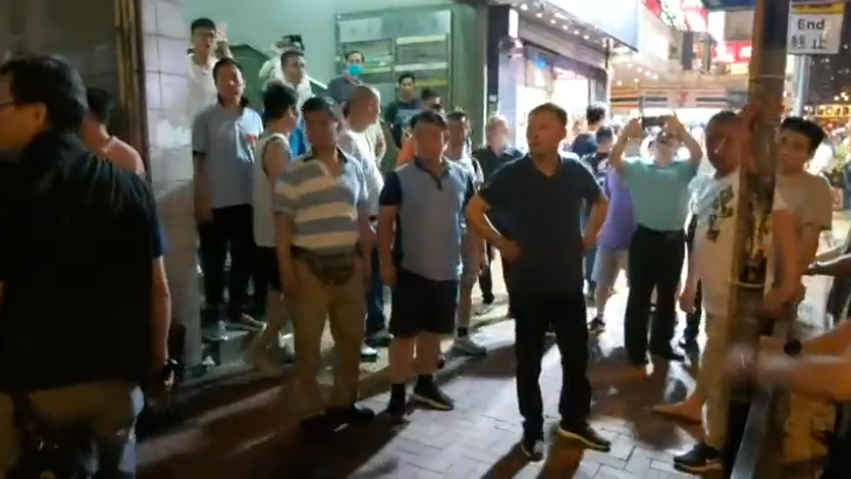
晚上，仍有不少中年人在北角聚集
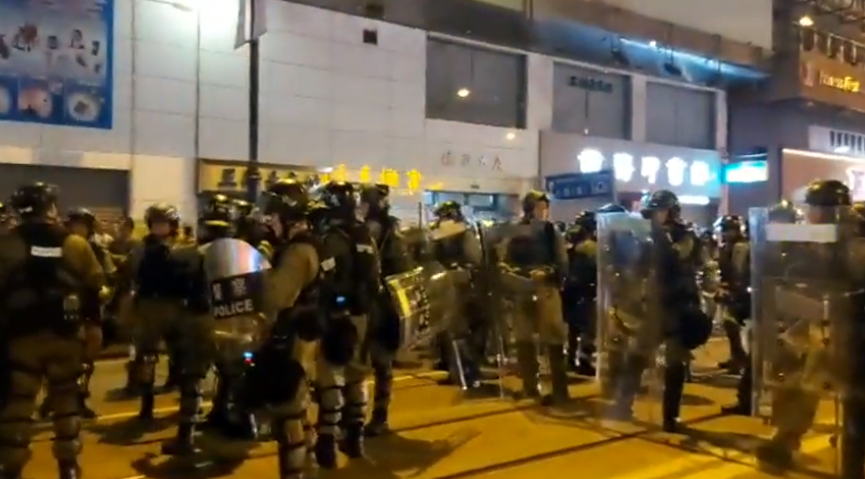
晚上，防暴警察在英皇道戒備

### 荃灣
深夜11時55分，在荃灣綠楊坊商場對開，有2男1女被5至6名戴上鴨舌帽及口罩的白衫人「盤查」，其中1名女子拍攝過程及追問他們身份後，隨即遭到拳打腳踢，導致受傷血流披面，並傳出多下「救命」聲。據悉遇襲男女為義務急救員。而白衫人往青山公路逃去。警方零時16分接獲報案，但表示未有詳情。
凌晨約1時，20多名手持鐵通及木棍的白衣人在二陂坊向戴口罩的市民投擲玻璃樽，有人頭部被擊中，血流披面。其後有黑衣人向白衣人擲玻璃樽還擊。到1時12分，防暴警察雖然抵達二陂坊，但現場市民表示警方未有追捕襲擊市民的白衣人，反而有兩名戴上口罩及頭盔的黑衣青年被警方帶走。

## 拘捕，提堂

### 拘捕
傳聞警方拘捕示威者人數有200人，其中15人是警員在銅鑼灣的驅散行動中，喬裝成示威者而被捕。而29人因包圍尖沙咀警署，而被控暴動、管有攻擊性武器等罪名。而23名在尖沙咀和銅鑼灣的被捕者更被押到原本用作扣留偷渡客，位於文錦渡邊境的新屋嶺扣留中心。有律師及大律師在凌晨12時抵達拘留中心，希望能入內與被捕者見面，惟一度被警員拒絕，致電後亦遭掛線。立法會議員陳淑莊批評警方使用「無恥手段剝奪被捕人士權利」。
另外，港鐵太古站有多名示威者涉嫌非法集結拘捕，其中8男2女拒保候查，獲暫時釋放。相隔兩年後，到2021年8月9日，警方徵詢律政司意見後，重新拘捕該10人，年齡介乎18至30歲，被控參與非法集結、公眾地方管有攻擊性武器、無牌管有無線電通訊器具、無牌管有彈藥及阻差辦公。案件將於8月17日下午在東區裁判法院提堂。‬事件另外5名男子到2021年8月12日重新拘捕，年齡介乎20至35歲，被控「參與非法集結」。案件8月18日下午在東區裁判法院提堂。

### 法庭提堂

#### 社區主任仇栩欣FACEBOOK直播被警方控告涉嫌襲警
2019年8月11日，北角城市花園社區主任仇栩欣在英皇道進行FACEBOOK直播時被警方斥責其錄影行為，其後和警方發生肢體衝突，仇栩欣最後被警方以涉嫌襲警罪拘捕。其後獲警方無條件釋放，但因身上的擦傷和瘀傷，依然感到頭暈，醫生建議留院觀察。後來雖然在2019年區議會選舉上成功當選為東區區議員，但在2019年12月30日收到警方通知，經律政司批准，決定正式落案控告襲警罪。在北角警署預約拘捕。2020年1月14日和另外1名涉案男被告於東區裁判法院提堂。暫毋須答辯，辯方申請押後6周至2月25日再訊，以便向控方索取文件及提供法律意見，裁判官批准申請，兩被告期獲准各以5000元現金繼續保釋。
後因疫情而延至4月22日再提堂，仇栩欣和其助理的23歲勞姓被告否認控罪，案件排期於8月11日開審，預計審期兩天，控罪指他們於2019年8月11日於北角英皇道僑冠大廈外襲擊正當執行職務的某警務人員。控方正式申請將涉事警員姓名隱去，只向法庭及辯方透露，並解釋指因警方遭「起底」問題而提出申請，希望保護該位警員，首被告不反對申請，次被告則保留陳詞，裁判官批准申請。控方表示證人列表上共有9位證人，但辯方則只須傳召首5名證人。據了解，該5名證人均為警員。將會有6條短片呈堂，當中5段由網上下載，餘下1段則由次被告手機下載。另外，事主的醫療報告亦不受爭議。
2020年8月12日，裁判官何俊堯裁定兩被告襲警罪名不成立，辯方申請訟費獲批。裁判官裁決時指，兩警員證供完全不合理及不符邏輯，與呈堂片段不符，於回答關鍵問題時經常顧左右而言他，認為兩人是「以一啲大話冚過一啲大話」（以一些謊言蓋過另一些謊言）。另外，裁判官認為兩警員以不恰當武力對待被告。

#### 沙田警署外涉嫌非法集結案
警方把另外17名男女於8月13日下午帶往沙田裁判法院提堂。全部人在沙田警署外涉嫌非法集結，被捕者中，年齡介乎18至37歲的11男5女涉嫌非法集結，其中兩男一女亦涉嫌藏有攻擊性武器。其中1名25歲姓區的男子涉嫌非法集結、藏有攻擊性武器及襲警被捕，經調查後，該名25歲男子已被暫控一項「襲警」罪，案件交由新界南總區重案組跟進。
警方調查及徵詢律政司意見後，在2020年4月14日再拘捕並正式落案起訴5男1女年示威者，年齡介乎18至26歲。全部人曾在當晚於沙田警署外非法集結而被捕。他們被控「非法集結」罪，其中1名22歲男子同時被加控無牌管有無線電通訊器具罪，而1名18歲女子同時被加控藏有攻擊性武器罪。6人與另1名涉及同案並已被控「襲警」的26歲男子，於5月15日在沙田裁判法院應訊。
案件中，一名26歲助理工程師承認一項參與非法集結罪。裁判官崔美霞在沙田裁判法院指當晚的集結並非「從天而降」，雖然沒證據顯示被告犯案前已經在集結人群中，但認為被告在場並非獨立事件。法官亦指本案性質嚴重，須判處具阻嚇性刑罰，監禁刑罰無可避免。被告曾經使用電筒照向警員的眼睛屬嚴重行為，考慮到被告求情希望當上註冊工程師和被告自己撰寫及母親的求情信後，被判入獄4個半月。
同案另有6人不認罪受審。2022年1月14日，九龍城裁判法院裁判官崔美霞裁定4人非法集結罪成，其餘2人罪脫。法官指區姓被告雖然不是身處沙田警署外圍，不過由於他與多名示威者在一起，加上當時的行為和攜帶的物品下，反映他有參與非法集結。而法官認為葉姓被告多次叫囂是滋擾民居，加上警員多次警告下仍然逗留。雖然他逃跑不一定代表有罪，不過由於他身上的物品在該處沒有用途，而警方掃蕩時亦拒絕離開，因而被控罪成。不過法官亦指警員口供，庭上作供和片段存在關鍵性矛盾，警員處理證物手法也有問題，警員自認處理有遺漏。因而裁定3人管有雷射筆及對講機的管有攻擊性武器罪及無牌管有一部無線電收發器罪罪名不成立。而襲警罪因不排除是警員失平衡和戴頭盔不正確而造成，裁定罪名不成立。
到2022年1月28日，法官不接納其中3人的求情和表達悔意，認為圍堵警署嚴重性與佔據公路相近，並影響警方協助有需要的市民，判處即時監禁6個月。只有一名機場助理判處監禁5個月1星期。

#### 太古站非法集結案
兩名分別18歲和20歲的學生，被控在當日於港鐵太古站C出口參與非法集結和承認攜有攻擊性武器（雷射筆）。2021年12月21日，東區裁判法院主任裁判官嚴舜儀裁定18歲男生入更生中心，20歲有容易焦慮的女生被判入獄半年。
而同案有5名青年在事隔兩年後被控非法集結罪，其中兩名分別32歲和35歲的被告認罪，其餘3名被告則不認罪，包括一名就讀理工大學專業進修學院四年級的被告。他申請押後開審一度被主任裁判官嚴舜儀拒絕。其他被告還柙至2022年1月4日求情及判刑，最後東區裁判法院主任裁判官嚴舜儀指案發期間曾經有示威者叫囂及用硬物投擲警車，加上兩名被告藏有鐳射筆及扳手，會對非法集結造成高風險，亦認為他們有單程車票及替換衣物是為了逃避罪責，因此加刑2個月。經認罪扣減後，各人監禁6個月。
另一宗在當日發生的案件有7男1女被控非法集結、管武及阻差辦公罪，他們均否認控罪，案件於2022年8月22日在東區裁判法院開審。其中21歲女學生和24歲男被告在開審前，分別承認參與非法集結或無牌管有鐳射筆罪，女子即時還押，押後9月29日求情及判刑，期間索取背景報告。最後24歲男被告因警員對他描述不足，專家證人辨認被告及證物亦有出入，裁定罪名不成立。另外兩男因身穿示威者裝束物資而罪成，還押至10月14日判刑。到判刑當日，辯方求情時指案發至判刑逾三年，其中一名被告因判刑時已逾21歲，因此失去一些判刑選項，希望可就此減刑。而辯方為次被告求情時則表示，雖然勞教中心報告指次被告堅稱無參與非法集結，但次被告的意思，只是沒有做與暴力有關的行為。被告出於法律上的無知，不知道在現場壯大聲勢亦被視為參與，在背景報告中有指出他清晰知道做錯事及感後悔。不過裁判官梁嘉琪表示，判刑已考慮延遲檢控等因素，又提及兩名被告案發後有作更生行為，寄語二人年青，即使服刑後，仍然可以繼續自己的計劃。最後被判處監禁9個月。
而男子准保釋，等候其餘否認的控罪審結，其餘6人同日開審。
8名被告（18至28歲）被控在港鐵太古站C出口參與非法集結，其中一名現年23歲女學生開審前認罪。在2023年7月28日，辯方求情指，本案涉及檢控和判刑延誤，合共延誤近 3 年，對被告重新規劃人生，造成沉重實質影響。加上被告認罪後已還押 39 日，後方獲法庭保釋，判刑後再次面對監禁，「兩次進出監房，係額外沉重打擊」 。觀塘裁判法院裁判官劉淑嫻指，被告當時僅「睇人堵路」、參與有限，亦同意案件延誤，使她飽受壓力，因此酌情減刑，被判監禁2個月。餘下7人否認參與非法集結罪，1人承認無牌管有無線電通訊器具罪；23歲電腦軟件工程師被控阻差辦公罪成。各罪成被告將於8月3日判刑。當中4人被裁定非法集結罪成，被判處監禁3個月。1人被裁非法集結及管武罪成，兩罪共判囚6個月。另 2 名非法集結罪名不成立的被告，則因阻差罪成，及於早前承認無牌管有無線電，分別被判 3 個月監禁及罰款 2,000 港元。
另外，「王婆婆」王鳳瑤因被指搖動英國國旗和呼叫高呼「警黑合作可恥」、「出賣港人可恥」視為挑釁性言詞，而鼓勵了集結，被控兩項非法集結罪。她到2022年1月12日再次被警方拘捕，扣留一日被解往東區裁判法院提堂。她初時否認控罪，但當她傳召證人作供時改口認罪。主任裁判官嚴舜儀指被告有份計劃參與非法集結，因而判處監禁32星期。被告退庭時大叫「多謝奶奶不殺之恩」。

#### 尖沙嘴非法集結案改控暴動罪
39人被控當日晚上柯士甸道與堪富利士道之間參與暴動罪，控方分成三批進行審訊，其中一宗案件涉及11人，在2021年1月3日於區域法院進行為期35日的審訊。
17名男女於2019年8月13日下午帶往九龍城裁判法院提堂，其中年齡介乎14至27歲的13男3女原本被控在尖沙嘴柯士甸道及堪富利士道的一段彌敦道「參與非法集結」罪，另外一名24歲男子被暫控1項「參與暴動」罪。其中兩名男被告因管有雷射筆，另被加控在公眾地方管有攻擊性武器。其餘13名被捕者已獲准保釋候查，須於9月上旬向警方報到。案件由有組織罪案及三合會調查科跟進。
不過到2020年4月，律政司申請改控參與暴動罪，11名被告反對。辯方大律師郭憬憲陳辭時，認為控方證據薄弱，並沒有修訂原有指控，亦沒有增加新證據，認為出新修訂的控罪是違反公平審訊的原則。辯方又稱目前的證據只證明眾被告在現場出現，沒有提及具體行為，不明白為何控方改控暴動。控方指控罪書已清楚指出每一個被告的參與程度，包括有影像拍攝到被告指揮示威者離開現場、用將雷射筆照向警署等。裁判官最後接納控方改控暴動罪的申請。案件押後至5月28日處理轉介區域法院事宜，其間所有被告准以原有條件繼續保釋。
在2022年1月3日於區域法院的審訊中涉及11人，其中2名被告認罪，餘下8名被告否認控罪。一名男學生因在台灣藝術大學電影系讀書而缺席審訊，控方透露他已不在香港。而控方指警察證人和新聞影片拍攝到被告逗留現場及作出實質行為，包括推倒4米高台的鐵架阻礙警方行動、淋熄催淚彈頭、躲在傘陣後及揮手示意市民離開等。到2021年12月3日，被告在案件預審時沒出庭，法庭就該名被告頒下拘捕令，在2022年10月7日，區域法院法官王詩麗相信被告刻意不出席聆訊，下令充公其母親3萬元人事擔保金。
到2022年1月22日，區域法院法官游德康裁定9人暴動罪成，包括一名現職有線電視運動節目主持和育有兩名女兒和一名兒子的單親媽媽。而25歲的男被告獲裁定罪名不成立。法官不接受多名被告指沒有時間離開現場的說法，認為警方由堪富利士道和彌敦道交界推進之前，任何身處暴動範圍的人均可自由離開，包括在栢麗大道和美麗華商場附近被截停的人士。認為他們是希望壯大聲勢和鼓勵其他人破壞社會安寧而參與暴動。法官又指黑色衣物、戴頭盔、口罩、這些裝備代表是支持者和同路人，有掩飾作用。因此推論各被告有意圖連同其他人參與暴動。
法官游德康認為案件嚴重的原因是示威者針對警署，考慮到各被告的背景及求情，當中5名被告獲得減刑至3年6個月，另外3名被告判囚3年9個月。另外一名23歲助理工程師被告表示希望在場時判刑，因此案件押後至4月12日。到4月12日，一名23歲、案發時為助理工程師的男被告判刑。法官指雖然沒有證據證明被告於案發時有直接使用暴力，號召及帶領其他人，而他被捕後亦受傷。不過指出受傷並非減刑因素，最後監禁3年半。
在2022年2月於區域法院的審訊涉及11人，他們均否認在尖沙嘴警署外暴動。其中一名22歲被告是在知專設計學院修讀電影，他自辯當時到場為拍攝反修例運動微電影作為畢業功課才到現場。他表示不想被吸入催淚煙而跟隨人群逃去，不過因為途中遺失記憶卡而戴上防割手套翻查垃圾桶。而他最後被一名速龍警員壓在地上、無法呼吸。被捕後發現身旁放了一個防水袋，並有催淚彈殼，雖然他表示那個袋不屬於他，但被威嚇「你唔好玩嘢」。他指出當時身處現場是下錯決定。案件在同年8月6日在區院求情時，多名辯方大律師希望法庭可參考游官判刑，但被法官王詩麗以區院判刑對本案沒約束力為由而拒絕，又指按照上訴庭案例，當源於同一事件的案件判刑有別，只需判斷判刑是否恰當，而毋須作出比較。最後決定以4年2個月及4年8個月為起點量刑，判處監禁3年4個月至4年4個月，只有年僅14歲的男童判入教導所。
8名案發時21歲至32歲的被告，被控8月11日在柯士甸道與堪富利士道之間的彌敦道，連同其他人參與暴動。經審訊後，在2022年11月26日，區域法院法官林偉權指他們身上有示威裝備，是為了參與暴動才如此裝備自己，並非旁觀路過及僅僅在場。當警方衝前作出拘捕，可見他們身在人群前方，相信已在場逗留了一定時間，最後走避不及才被捕。雖然沒有證據證明眾人曾作出破壞社會安寧的行為，但形容他們是蓄意留在現場，代表鼓勵及支持形式參與暴動。法官亦自裁定警員誠實可靠，並沒有接納被告當時的回應。法官指部分物品，包括頭盔、防毒面罩、手套、口罩、行山杖、103張麥當勞餐劵、兩張美心餅卡和生理鹽水等均非一般人平常隨身攜帶及穿戴的裝備。最後裁定6人暴動罪成，1人暴動罪名不成立，但管有攻擊性武器罪成，7人連同早前認罪的冷氣技工，一同還押至12月10日判刑。
到2023年1月28日，法官林偉權判刑時指，雖然沒有證據顯示被告親自作出暴力，但他們蓄意逗留現場下，是代表支持及鼓勵其他示威者，認為若沒有不積極者的支持，施暴者勢單力弱、不會明目張膽地犯案，以及破壞社會安寧。連同早前認罪的1人，被告被判監禁3年至3年9個月；餘下1人暴動罪不成立、在公眾地方管有攻擊性武器罪成，被判監禁11個月。辯方指案件拖延3年多，對被告造成壓力，法官則指法庭工作繁重，本案有被告不認罪或遲認罪，造成時間流逝，「實難怪人」。
一名27歲女教師經審訊後，被裁定暴動罪名成立，判囚3年半。她不服定罪提上訴許可，指出沒有充分考慮她身處的位置遠離尖沙咀警署，現場環境嘈雜，她未必知悉有關「暴動」，也沒充分考慮她可能因身體不適。但即日被高院上訴庭駁回。法官在2023年7月5日頒下判詞指，針對申請人的環境證據，如衣著及裝備，當中疊加效果所產生的推論是壓倒性，認為原審裁斷正確，分析合乎邏輯常理，拒絕批出許可，維持原判。

#### 將軍澳浩明苑非法集結案
3名青年於2019年8月11日，在將軍澳佳景路9號浩明苑地下外參與非法集結。同日同地故意阻撓正在執行職務的警長3959；在公眾地方管有一個能發出鐳射光束的裝置。被控參與非法集結，阻差辦公及在公眾地方管有攻擊性武器3罪。2020年9月8日於觀塘裁判法院提堂。
1被告承認參與非法集結，阻差辦公罪獲控方不提證供起訴撤控，法庭認為被告用雷射筆照射警署是「公然挑戰警方」，須判處即時監禁，案件將在9月25日判刑，待索取被告的背景報告，被告還柙。另2被告否認控罪，案件將在2021年1月4日審訊。裁判官梁少玲認為事件歷時10多分鐘不嚴重，但認為沒有減刑因素，最後25歲餐廳經理及18歲學生於觀塘裁判法院分別被判監5個月及入更生中心。2020年9月25日，認罪的被告被主任裁判官徐綺薇判處被告監禁3個月，不過批准保釋等候上訴，期間須遵守宵禁令以及不得離港。徐綺薇指出，縱使被告已有悔意，終審法院及上訴庭就非法集結罪已有明確量刑指引，表明即使集結牽涉較少暴力成份，法庭不能寬容。強調法庭須要確保公眾秩序，社會服務令不足以反映案件嚴重性，明言即時監禁無可避免，故此不接納辯方要求索取社會服務令報告，亦認為緩刑不合適，只會索取背景報告，並將被告還押直至今日判刑。

#### 其他案件
一名28歲金融顧問被指於北角電氣道169號外攜有一支木棍，經審訊後裁定管有攻擊性武器罪成，判處監禁5星期，被告提出上訴。到2022年6月27日，高院法官黎婉姫頒布判詞，不同意上訴人攜帶木棍是用作自衛，認為當日擔心被白衣人襲擊下，仍然穿上黑色衫和回到公司工作是不合理，亦指出平常人不會帶木棍上街。而師傅的證供亦沒幫助。警員證供顯示上訴人看到警方後急步離去，引起警員懷疑。最後駁回上訴，並需即時入獄服刑。

## 受傷
截至8月12日早上11時，醫院管理局公佈有45人在示威活動中受傷，包括31男、14女，年齡介乎8至56歲，1男1女傷勢嚴重。至於被布袋彈射中的年輕女子情況，醫管局公關指未有相關資料。
警方表示一名軍裝警員在尖沙咀警署中執勤時，汽油彈引致雙腳燒傷。警務處處長盧偉聰在同日晚上到瑪嘉烈醫院，探望該名受傷的警員。不過警員接受中央電視台的訪問時，卻承認自己沒有被汽油彈擊中，而是在追捕過程中跌倒受傷。而醫學界人士表示，警員燒傷的照片疑似擦傷痕跡，並不像燒傷。

## 警方濫權爭議

### 多名警察冒充示威者打扮製造衝突及進行拘捕

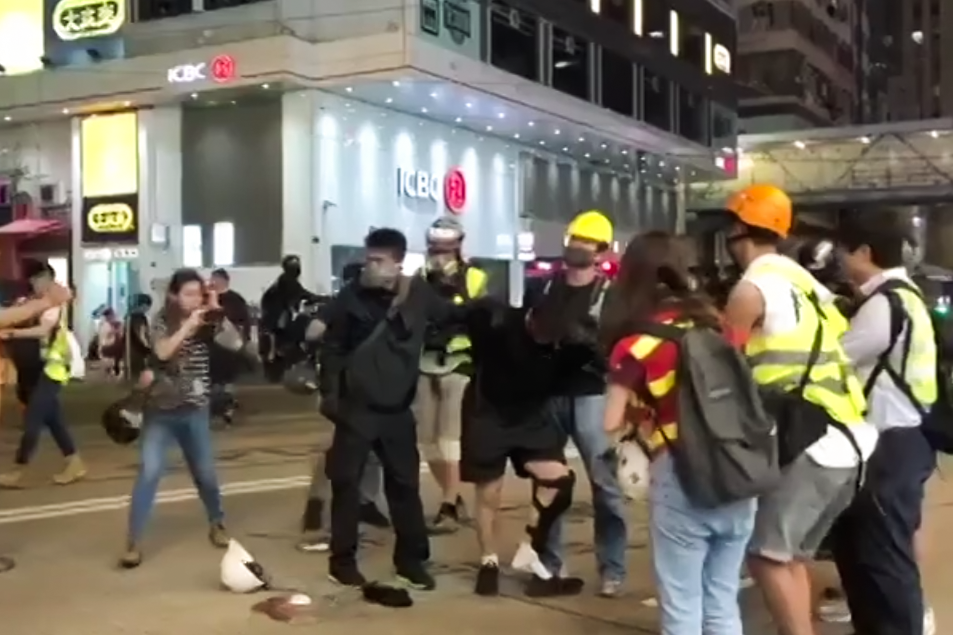
警方在銅鑼灣的驅散行動中，多名警察冒充示威者拘捕一人

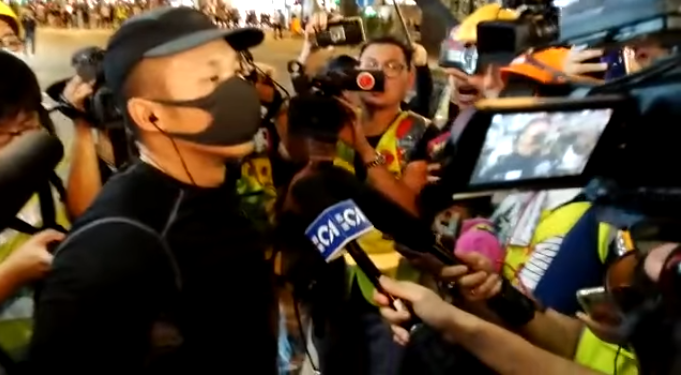
有身穿黑衣、帶上口罩喬裝示威者的警員，沒有回答記者提問，叫記者自行以專業判斷及向警察公共關係科查詢

晚上約10時，警方在銅鑼灣的驅散行動中，被多個媒體揭發有多名懷疑警員穿著與示威者相似的黑色衫、戴上口罩或防毒面罩，當中更有戴上安全帽及持有疑似警棍的武器，其中三個假冒示威者的懷疑警員在銅鑼灣崇光百貨對開的軒尼詩道製造混亂及煽動打鬥，不久有大批防暴警察衝前，而這些假冒示威者的警員伺機將其他參與示威的人士拉倒及按在地上，並與趕到的警察一起將示威者制服及使用膠索帶將示威者的雙手反綁，再押上警車。記者又發現這些冒充示威者的警員配有耳機及在褲袋藏有綠色的熒光棒以作識別。由於假冒示威者的警員被指故意製造混亂，再將參與示威的人士拘捕，於是多家媒體的記者上前嘗試追訪這些「示威者」，有電視台記者要求疑似扮示威者的警員出示委任證但遭到拒絕，並叫記者自行以專業判斷及向警察公共關係科查詢，其後登上一輛屬於「預留政府使用」的白色小巴離開。
警方冒充示威者受到各家媒體及社會關注，民權觀察成員王浩賢指出一般的便衣警員已可制服和拘捕示威者，冒充示威者缺乏正當的理由，而在場冒充示威者的警員亦涉嫌煽動群眾進行非法集結等行為；民間記者會在翌日指無戴委任證及穿黑衣的疑似警察畜意製造衝突，並質疑「警方之前不斷譴責的暴動行徑，到底有多少是出自警方的精心策劃？」從中煽動衝突，甚至是警方自編自導自演各種激進行為，認為警方必須公開所有行動指引及守則；民主派批評警方的做法是「燒完警察僅餘的公信力」；立法會議員林卓廷質疑在示威中出現的不法行為，便衣警員或冒充示威者的警察有多大程度的參與；立法會議員毛孟靜表示，大家看到警察裝作示威者後，任何放火及丟東西都可以是警察做的，並指警方是水洗也洗不清。

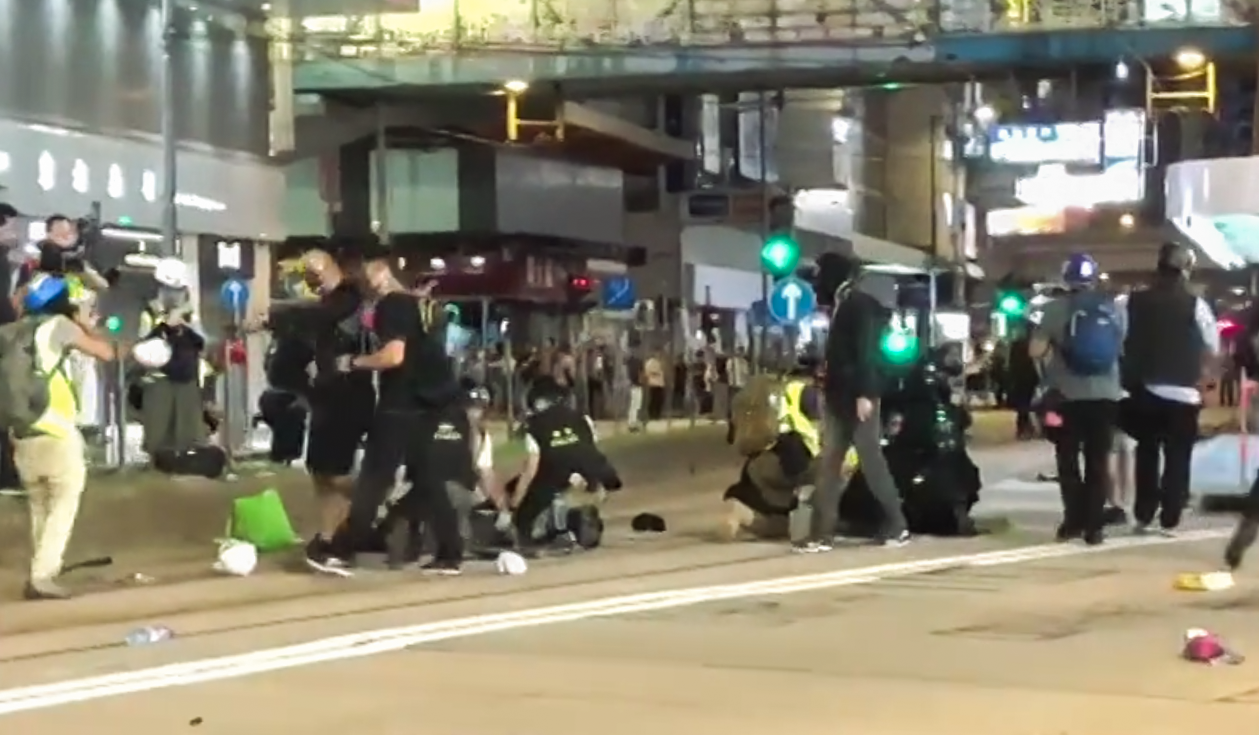
多名警察冒充示威者製造衝突及進行拘捕
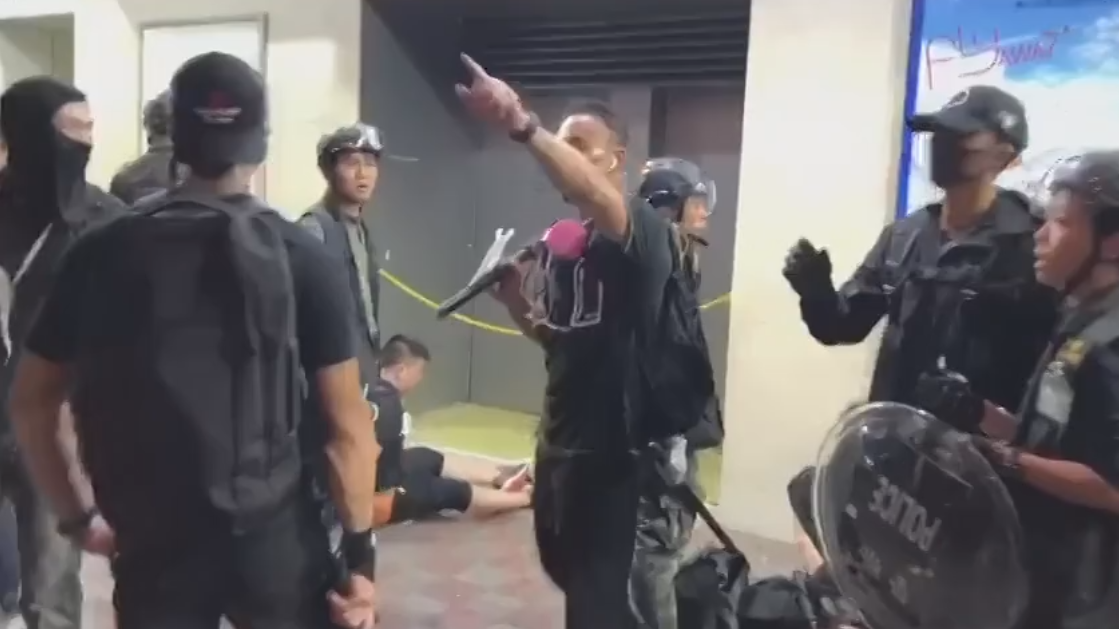
戴上防毒面罩和穿著與示威者相似的黑色衫的警員指令警員，有人被拘捕
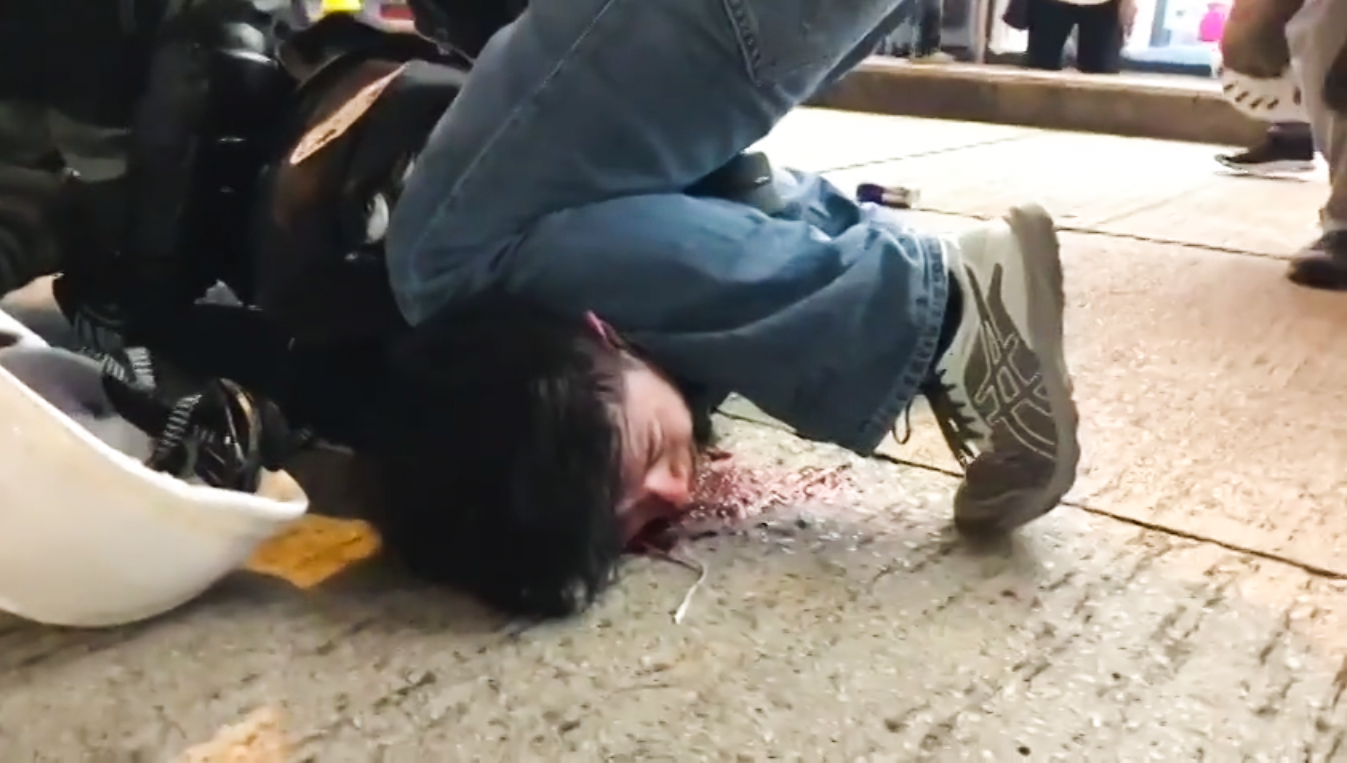
示威者表示被警員打甩門牙
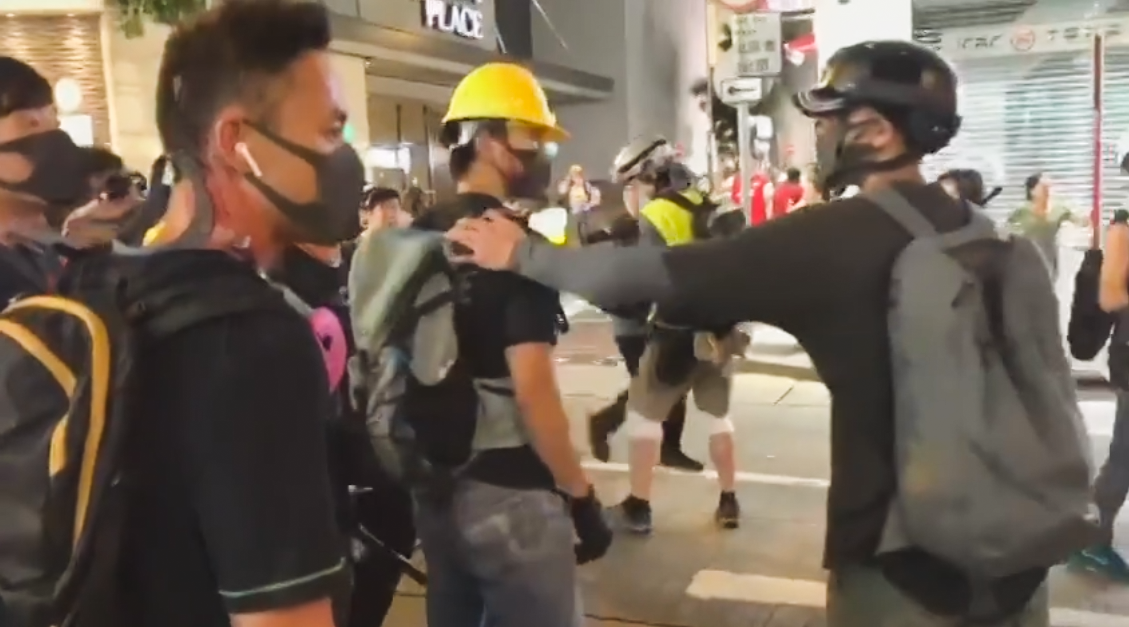
多名警員穿著與示威者相似的服飾，民間批評是製造及煽動衝突場面

### 警方在港鐵站內發射催淚彈及近距離開搶
葵芳站
晚上9時，示威者在港鐵葵芳站出現，大量防暴警察趕到車站入口處。期間警方在站內施放催淚彈和發射橡膠子彈，濃煙攻陷整個大堂。現場留下橡膠子彈彈殼，有市民站內感到不適和刺鼻，亦有人被催淚彈擊中，幸傷口不深。而部分示威者走到樓上月台的列車離開和躲避。港鐵在晚上10時35分表示發生特別事故而關閉車站。
港鐵凌晨發聲明指，由於當時站內有乘客和港鐵職員，有關事件及行動極有可能影響他們的安全，對此表示非常遺憾，港鐵已就此向警方表示非常關注，並促請警方於執法期間必須先顧及港鐵員工及乘客的安全。
警方最初否認曾在站內施放催淚彈。其後警察公共關係科高級警司江永祥在記者會解釋，稱現場警員認為葵芳站是半開放式設計，並非處於地底，而且當時情況十分緊急，可施放催淚煙。
中大呼吸系統學講座教授許樹昌認為警方解釋為「半開放式」在醫學上說不通，強調催淚彈必須只可在露天空間使用，若在密閉空間發放，可令哮喘病人死亡，而且煙霧可引致人踩人事件。
太古站
晚上11時，數十名示威者在港鐵太古站C出口打算計劃在康山道設路障期間，大量防暴警察及速龍小隊突然下車圍捕示威者。包括使用警棍連續毆打示威者11下，一名速龍小隊更以距離不足一米多的距離，舉槍射出多發胡椒彈，並打中多名示威者的頭部。大批示威者慌忙利用扶手電梯逃離期間，防暴警察亦推跌多人，險出現人踩人場面。警方在該處拘捕至少7位示威人士，包括人稱「王婆婆」的王鳳瑤。其後有多名街坊在對面指罵警員，要求他們立即離開。
香港中文大學醫學院呼吸系統學講座教授許樹昌表示，警方在室內釋放催淚氣體，可引發急性氣管炎哮喘，而且投擲過程擊中市民可以致命。而港鐵需要全面徹底清洗通風系統（包括過濾器）、地板、牆身，才能散走殘留的氣體。公共醫療醫生協會會長馬仲儀更認為催淚煙粉末可殘留在環境達一年。
民權觀察聯絡人王浩賢強烈譴責警方過量使用武力，不合法亦不恰當，完全違反催淚彈只可於室外地方的指引。認為有警員「把人當成活靶發洩」。

### 疑似布袋彈擊中女子致右眼嚴重受傷

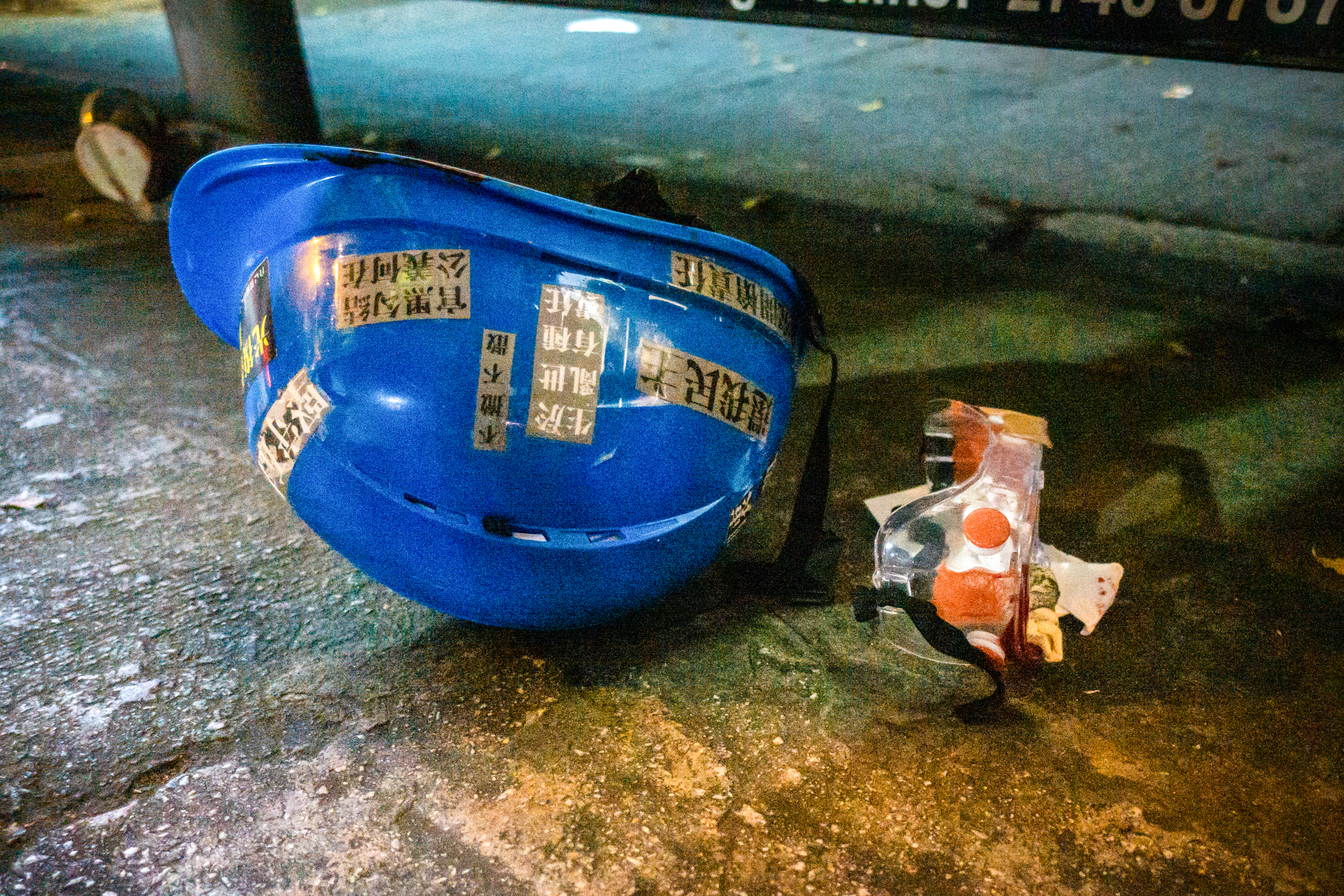
疑似布袋彈擊中女子致右眼後，留下的頭盔

### 警員被指企圖插贓嫁禍
警方在銅鑼灣進行拘捕期間，now新聞台的片段顯示一名被捕青年在雙手被反鎖及躺在地上，於43秒後有一名防暴警察使用右手從地上拾起一支竹，再使用左手打開青年的背囊及放入其背囊內，青年當時亦否認竹枝是他的，警方的做法被指企圖插贓嫁禍。在8月13日的警方記者會上，高級警司李桂華聲稱該青年曾使用竹枝襲擊警員，不過在記者追問下李桂華承認竹枝不是從背囊中搜出，但他稱當時有兩名警員看見有穿白衣的人士手持竹枝，於是「隨手」將地上的竹枝放入其背囊內，至於詳情則不便透露，並補充稱當時警員的做法不夠完美但可接受。有律師表示警方的做法是違反程序及構成妨礙司法公正，律師指警員如拾獲懷疑證物應放在指定的證物袋內，將竹枝插入青年的背囊內不但干擾證物，也明顯有插贓的嫌疑。該名青年在被捕後遭警員毒打至腦出血須被送往醫院留醫治療，高級警司李桂華回應記者提問時稱知道青年在事後被送入醫院，但不清楚其傷勢情況。

## 回應
- 行政長官林鄭月娥提早恢復行政會議，會見傳媒時表示，過去一星期香港發生情況讓社會變得不安全和不穩定，指示威人士行使暴力及縱容暴力，將香港推向不歸路及危險境地。而且大規模惡意破壞行動在各區蔓延，包括堵路和港鐵行動、圍堵過海隧道、機場集會癱瘓機場運作、攻擊警署、襲警、投汽油彈、煙霧彈等都令香港社會陷入慌亂局面，使市民擔心可否能正常上班、周末市民要都放棄出街消費、見朋友。林鄭月娥亦指「很多未經證實的圖片、短片等，涉及惡意攻擊，將警隊與市民放在對立局面，對香港完全無好處。」其後一度哽咽說「大家是否忍心將它（香港）推進這個將會是粉身碎骨的深淵」。重申「現在目前唯一要做的是反抗暴力」。[97]她亦質疑新聞界提問和相片未必有事實根據，而且拒絕正面回應記者有關警察施暴的提問，結果引起記者不滿和圍攻，要求她正面回應而非迴避問題。離開時更有記者問及：「林太，好多市民問你幾時死呀？(林鄭月娥，有很多市民問你甚麼時候死)」[98]

## 後續影響及事件

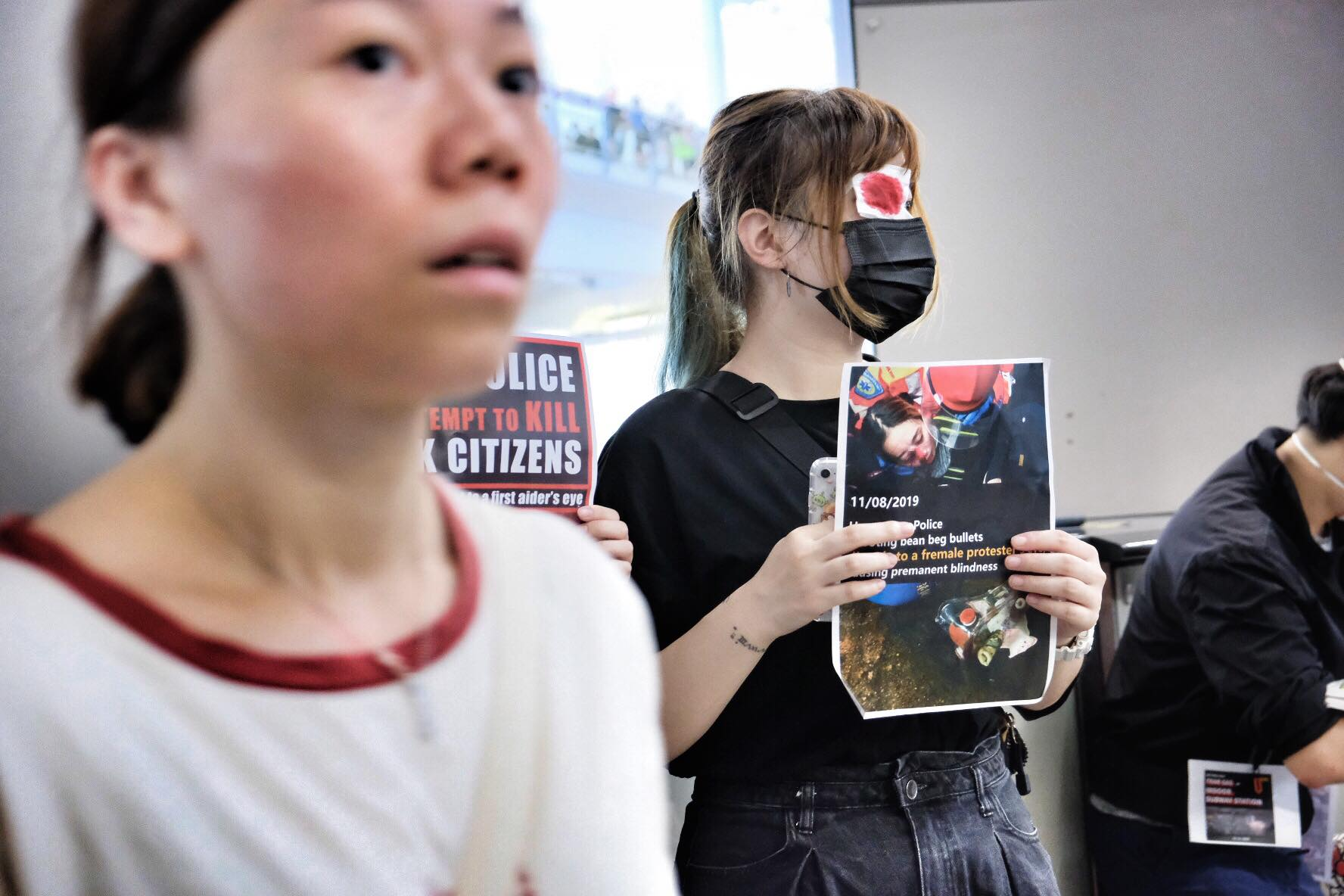
因為在8月11日晚上有一名女士懷疑被警方發射的布袋彈擊中右眼，8月12日下午1時，近萬名示威者到機場響應「警察還眼」集會

### 機場集會
警方用布袋彈射爆急救人員眼球事件引起大量市民震怒，隨即在8月12日下午1時發起「警察還眼」集會，呼籲「全民入機場，百萬人塞爆機場」，人潮迫滿接機和離港大堂。往機場交通幾乎被完全堵塞，部份市民選擇徒步進入機場，最終導致機場全線服務癱瘓一日兼該日的航班全部取消， 8月13日亦有不少市民直接衝向禁區静坐抗議，導致該日航空服務再被癱瘓，導致不少旅客相當苦燥並和示威者爭執和推撞。

### 13間公立醫院醫護人員自發舉行靜坐集會
8月13日中午，13間醫院及醫院管理局大樓都有靜坐集會，參與人數達過千人，抗議警方濫用武力、政府漠視民意。參與者戴上黑口罩和黑絲帶為記，抗議警方濫用武力。部分醫院職工更以紗布遮眼，聲援右眼被布袋彈擊傷的女士。有護士斥警方「影衰香港」，比菲律賓警察更差。

### 市民到太古站和葵芳站抗議
8月12日晚上9時半，約200名市民到港鐵太古站C出口聚集，亦有人擺放投影裝置播放衝突片段。其後市民前往站內抗議，要求港鐵回應昨晚事件。站長韋浩然回應後，市民仍然感到不滿和鼓譟。
8月13日晚上，逾300名市民到葵芳站大堂聚集，要求港鐵譴責警方在站內放催淚彈以及徹底清潔通風系統。港鐵車務副總經理丁嘉俊到場聽取意見，表示當日已向警方反映對事件關注，而且車站會再進行清潔，如乘客懷疑受催淚彈影響，亦可以向港鐵索償。但市民仍然不滿他的回應，要求港鐵盡快呈交調查報告向公眾交代和立刻譴責警方。

### 市民在葵芳站向上班族派口罩
8月12日早上，有身穿黑衣的年輕人自發在早上上班繁忙時間，於葵芳站內外免費派發口罩，並呼籲乘客戴上，以免吸入殘餘化學物，甚至呼籲市民盡量不要使用葵芳站。而站內部分地磚沾有白色粉末，仍然有淡淡化學氣味，職員亦戴上口罩。

### 港鐵員工發起聯署
約700名港鐵員工發起聯署，抗議警方於鐵路範圍施放催淚氣體，並要求公司徹底清洗殘留在通風系統的有毒粒子。

### 網民籲罷食富臨集團旗下餐廳
由於示威者稱北角富臨皇宮酒家聚集福建幫人士，門外更發生打鬥黑衣人和記者事件，引發網民呼籲罷食富臨集團旗下餐廳，其facebook專頁亦有不少批評聲音，示威者更於其後以暴力破壞同集團的位於長沙灣的分店。